# Charlie Chaplin
Ngài Charles Spencer Chaplin Jr. KBE (16 tháng 4 năm 1889 – 25 tháng 12 năm 1977) là một nam diễn viên, nghệ sĩ hài, nhà làm phim kiêm nhà soạn nhạc người Anh nổi tiếng trong kỷ nguyên phim câm. Ông đã trở thành một biểu tượng toàn cầu thông qua nhân vật màn ảnh của mình, Sác-lô, và được đánh giá là một trong những nhân vật quan trọng nhất trong ngành công nghiệp điện ảnh. Sự nghiệp của ông kéo dài hơn 75 năm, từ thời thơ ấu ở thời đại Victoria cho đến một năm trước khi ông từ trần vào năm 1977, bao gồm cả sự tán dương và tranh cãi.
Thời thơ ấu của Chaplin ở Luân Đôn rất nghèo khổ, người cha thường hay vắng nhà và người mẹ gặp khó khăn về tài chính, ông bị đưa vào trại tế bần hai lần trước năm 9 tuổi. Khi ông 14 tuổi, mẹ ông phải vào trại tâm thần. Chaplin bắt đầu diễn xuất khi còn nhỏ, đi biểu diễn ở các phòng hát, sau đó trở thành một diễn viên sân khấu và nghệ sĩ hài. Năm 19 tuổi, ông ký hợp đồng với công ty Fred Karno danh tiếng, công ty đã đưa ông đến Mỹ. Ông bắt đầu xuất hiện chính thống vào năm 1914 cho Keystone Studios. Ông sớm phát triển tính cách nhân vật Sác-lô và có một lượng người hâm mộ đông đảo. Ông đã đạo diễn những bộ phim của riêng mình và tiếp tục trau dồi kỹ năng khi chuyển đến các tập đoàn Essanay, Mutual và First National. Đến năm 1918, ông là một trong những nhân vật nổi tiếng nhất trên thế giới.
Năm 1919, Chaplin đồng sáng lập công ty phân phối United Artists, cho phép ông hoàn toàn giám sát các bộ phim của mình. Bộ phim dài đầu tiên của ông là The Kid (1921), tiếp theo là A Woman of Paris (1923), The Gold Rush (1925) và The Circus (1928). Ban đầu ông từ chối chuyển sang làm phim âm thanh trong thập niên 1930, thay vào đó ông sản xuất City Lights (1931) và Modern Times (1936) mà không có lời thoại. Sau này ông làm ra bộ phim The Great Dictator (1940), một tác phẩm châm biếm Adolf Hitler và là tác phẩm có âm thanh đầu tiên trong sự nghiệp của ông. Những năm 1940 là một thập kỷ đầy tranh cãi đối với Chaplin khiến cho danh tiếng của ông đã bị giảm sút nhanh chóng. Theo đó, ông bị cáo buộc ủng hộ chủ nghĩa cộng sản, thậm chí một số người trong giới báo chí và công chúng phát hiện ra sự liên quan của ông tới một vụ kiện cha đẻ, các cuộc hôn nhân với những người phụ nữ trẻ hơn mình rất nhiều tuổi. Một cuộc điều tra của FBI đã được mở ra, và Chaplin buộc phải rời Mỹ để định cư ở Thụy Sĩ. Ông đã từ bỏ hình tượng Sác-lô trong các bộ phim sau này của mình, bao gồm Monsieur Verdoux (1947), Limelight (1952), A King in New York (1957) và A Countess from Hong Kong (1967).
Xuyên suốt sự nghiệp, Chaplin đã viết kịch bản, đạo diễn, sản xuất, biên tập, thủ vai chính và soạn nhạc cho hầu hết các bộ phim của mình. Ông là một người theo chủ nghĩa hoàn hảo, và sự độc lập về tài chính giúp ông dành nhiều năm cho việc phát triển và sản xuất một bộ phim. Những tác phẩm của ông được đặc trưng bởi sự hài hước kết hợp với tính bi ai, điển hình là cuộc đấu tranh của Sác-lô chống lại nghịch cảnh, đề cập về nhiều chủ đề xã hội và chính trị, cũng như các yếu tố tự truyện. Ông đã được nhận giải Oscar danh dự của Viện Hàn lâm Khoa học và Nghệ thuật điện ảnh vì "những ảnh hưởng không thể đong đếm được mà ông đã đem lại trong việc biến điện ảnh thành loại hình nghệ thuật của thế kỷ này" vào năm 1972, như một phần của việc đánh giá lại tác phẩm của ông. Chaplin sau này vẫn tiếp tục được đánh giá cao, với The Gold Rush, City Lights, Modern Times và The Great Dictator thường được xếp vào danh sách những bộ phim hay nhất mọi thời đại.

## Tiểu sử

### Thiếu thời (1889–1913)

#### Tuổi thơ nghèo khó

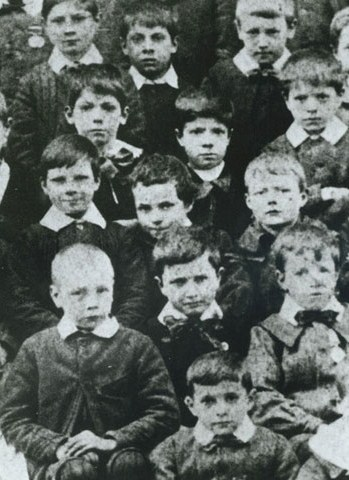
Chaplin lúc bảy tuổi (ở giữa, hơi nghiêng người) tại Trường quận Trung tâm Luân Đôn dành cho những người bần cùng, 1897

Charles Spencer Chaplin Jr. sinh ngày 16 tháng 4 năm 1889. Ông là con của cặp vợ chồng Charles Chaplin Sr. và Hannah Chaplin (nhũ danh Hill). Không có giấy tờ khai sinh nhưng Chaplin tin rằng mình sinh ra ở Phố Đông, Walworth, thuộc Nam Luân Đôn. Cha mẹ ông cưới nhau 4 năm trước đó, và Hannah từ trước đã có một đứa con trai ngoài giá thú tên là Sydney. Vào lúc Chaplin chào đời, cha mẹ họ đều là những nghệ sĩ rạp hát. Hannah, con gái một người làm giày, đã có một sự nghiệp ngắn ngủi và ít thành công dưới nghệ danh Lily Harley, trong khi Charles, vốn là con trai một người bán thịt, là một ca sĩ nổi danh. Hai người ly thân từ khoảng năm 1891. Năm 1892, Hannah có một đứa con thứ ba – George Wheeler Dryden – với nghệ sĩ rạp hát Leo Dryden. Đứa trẻ được Dryden đem về nuôi khi mới 6 tháng tuổi và chỉ tiếp xúc với Chaplin 30 năm sau đó.
Tuổi thơ Chaplin chất chứa nhiều khó khăn và nghèo đói, làm cho đường công danh về sau của ông trở thành "câu chuyện từ nghèo đói tới giàu sang kịch tính nhất từng được biết tới", theo người viết tiểu sử David Robinson. Những năm đầu đời, Chaplin sống với mẹ và anh trai Sydney ở quận Kennington của Luân Đôn. Hannah không có kế sinh nhai nào ngoài việc chăm sóc trẻ em và may áo, còn Chaplin Sr. thì không chu cấp gì cho con trai. Khi hoàn cảnh dần trở nên khốn khổ, Chaplin, lúc đó lên 7 tuổi, bị gửi vào một trại tế bần. Hội đồng Southwark đưa cậu vào Trường quận Trung tâm Luân Đôn dành cho những người bần cùng, thời gian mà Chaplin nhắc lại như "một sự tồn tại trơ trọi". Cậu được đoàn tụ trong thời gian ngắn với mẹ 18 tháng sau đó, trước khi Hannah phải đưa cả nhà vào lại trại tế bần tháng 7 năm 1898. Những đứa trẻ được gửi tới trường Norwood, một cơ sở dành cho trẻ em bần cùng khác.
– Charlie Chaplin nói về tuổi thơ mình
Tháng 9 năm 1898, mẹ Chaplin phải vào trại tâm thần Cane Hill - bà đã trở nên loạn trí có lẽ là do nhiễm bệnh giang mai và suy dinh dưỡng. Trong hai tháng Hannah ở đó, Chaplin và anh trai Sydney đến sống với người cha mà trước đó họ ít khi biết tới. Charles khi đó đã trở thành một người nghiện rượu nặng, và đã đối xử bạo ngược với con cái đến nỗi đại diện Hiệp hội Chống Ngược đãi Trẻ em Quốc gia phải tới làm việc. Cha Chaplin mất 2 năm sau đó ở tuổi 38 do bệnh xơ gan.
Bệnh của Hannah sau đó thuyên giảm ít nhiều, nhưng tới tháng 5 năm 1903 lại tái phát. Chaplin, khi đó 14 tuổi, phải đưa mẹ tới bệnh viện, sau đó bà lại bị bệnh viện trả về Cane Hill. Cậu sống một mình trong vài ngày, buộc phải đi tìm thức ăn và thỉnh thoảng ngủ ngoài đường, cho tới khi Sydney - đã đăng lính vào Hải quân hai năm trước đó - trở về. Hannah được đưa ra khỏi trại tâm thần 8 tháng sau đó, nhưng tới tháng 3 năm 1905 bà phát bệnh trở lại, lần này vĩnh viễn. Chaplin sau này kể lại: "Chúng tôi chẳng thể làm gì ngoài chấp nhận số phận của người mẹ bất hạnh". Hannah sống trong trạng thái cần người thường trực trông nom cho tới khi qua đời vào năm 1928.

#### Nghệ sĩ trẻ tuổi
Giữa khoảng thời gian ở trong trường dành cho trẻ bần cùng và chăm sóc mẹ lâm bệnh thần kinh, Chaplin bắt đầu biểu diễn. Theo ông nhớ thì lần đầu tiên xuất hiện nghiệp dư là năm 5 tuổi, khi Chaplin thay thế mẹ mình một đêm diễn ở Aldershot. Đó chỉ là một sự kiện riêng lẻ và đột xuất, nhưng tới khi lên 9, nhờ vào sự cổ vũ của người mẹ, Chaplin ngày càng hứng thú với việc trình diễn. Về sau ông viết lại: " bà đã truyền cho tôi cảm giác rằng tôi có tài năng nào đó". Nhờ những quan hệ của người cha, Chaplin được nhận vào một đoàn clog-dancing (nhảy đeo guốc đập nhịp) có tên The Eight Lancashire Lads ("Tám anh chàng xứ Lancashire"), theo đoàn đi biểu diễn ở các rạp hát nước Anh trong suốt những năm 1899 và 1900. Chaplin làm việc chăm chỉ, và tiết mục này khá ăn khách vào lúc đó, nhưng cậu không thỏa mãn với nhóm nhảy và ước muốn sản xuất một tiết mục hài kịch.

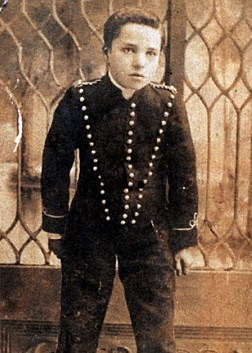
Chaplin trong vở kịch Sherlock Holmes trong giữa năm 1903 và 1906

Trong mấy năm lưu diễn với đoàn, mẹ Chaplin bảo đảm cho cậu vẫn có thể tới lớp, nhưng ở tuổi 13 cậu đã bỏ học. Chaplin tự kiếm sống bằng nhiều nghề khác nhau, trong khi vẫn ấp ủ tham vọng trở thành diễn viên. Năm lên 14, ít lâu sau khi mẹ tái phát bệnh, cậu đăng ký vào một hãng sân khấu ở West End của Luân Đôn. Người quản lý nhận thấy triển vọng ở Chaplin, và lập tức cho cậu vai diễn đầu tiên, một đứa trẻ bán báo trong vở Jim, a Romance of Cockayne của H. A. Saintsbury. Vở kịch khai diễn vào tháng 7 năm 1903, nhưng không thành công và phải ngừng diễn sau hai tuần; tuy nhiên nhiều bài phê bình đã ghi nhận vai của Chaplin là vai diễn hài hước duy nhất trong toàn bộ vở kịch. Saintsbury giúp cho Chaplin được tham gia vào vở Sherlock Holmes do Charles Frohman dàn dựng, trong đó cậu sắm vai cậu bé hầu phòng Billy trong ba chuyến lưu diễn toàn quốc. Vai của cậu được đón nhận nồng nhiệt tới mức cậu được đưa về Luân Đôn để diễn vai này cùng với William Gillette, đồng tác giả và là diễn viên đầu tiên thủ vai Holmes. Chaplin về sau nhắc lại: "Chuyện diễn ra như thể ở thiên đường vậy". Vào lúc 16 tuổi, Chaplin đã sắm vai trong vở kịch do West End dàn dựng ở Nhà hát Công tước York từ tháng 10 tới tháng 12 năm 1905. Cậu hoàn thành chuyến lưu diễn cuối cùng cho vở Sherlock Holmes vào đầu năm 1906, trước khi rời vở diễn hơn hai năm rưỡi.

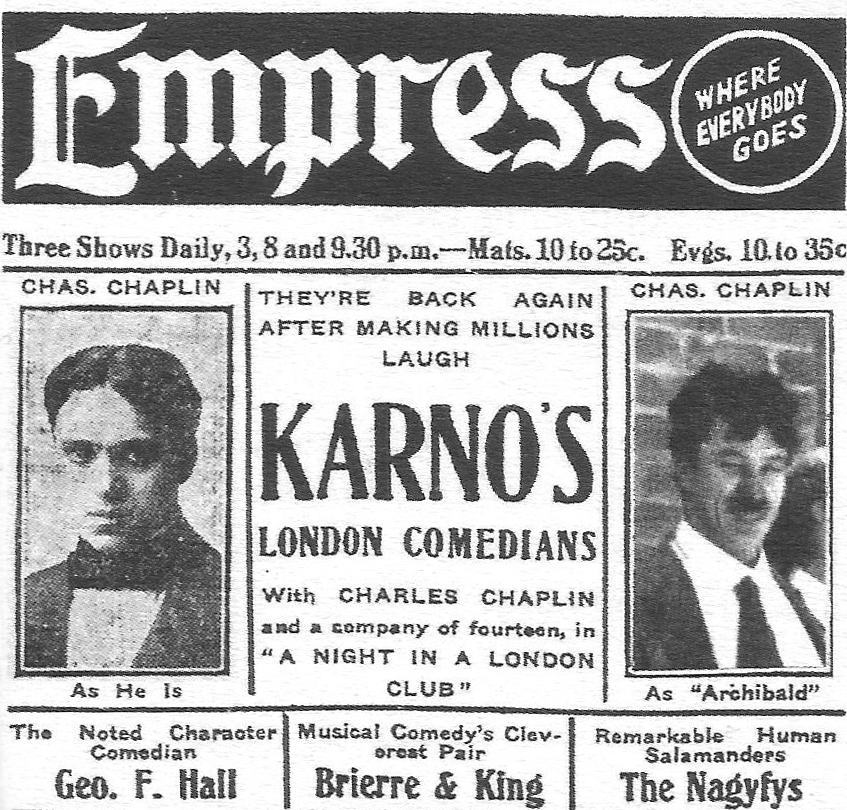
Tờ quảng cáo từ chuyến lưu diễn Hoa Kỳ của Chaplin cùng với công ty hài kịch Fred Karno, 1913

#### Hài kịch
Chaplin sớm tìm thấy việc làm trong một công ty mới, và tiếp tục lưu diễn cùng anh trai - Sydney bấy giờ cũng theo đuổi sự nghiệp diễn xuất - trong một vở kịch vui ngắn mang tên Repairs. Tháng 5 năm 1906, Chaplin tham gia tiết mục dành cho giới trẻ Casey's Circus, mà anh phát triển các tiểu đoạn khôi hài ăn khách và sớm trở thành ngôi sao của buổi diễn. Vào thời điểm tiết mục hoàn thành lưu diễn tháng 7 năm 1907, chàng trai 18 tuổi đã trở thành một nghệ sĩ hài thực thụ. Tuy vậy anh vẫn nỗ lực tìm thêm công việc, và có thử một tiết mục solo nhưng thất bại.
Trong khi đó, Sydney Chaplin gia nhập công ty hài kịch danh tiếng Fred Karno năm 1906, và tới năm 1908 đã trở thành một diễn viên trụ cột của công ty. Tháng 2 năm đó, Sydney xin được một kỳ diễn thử hai tuần cho em trai. Karno ban đầu lo lắng, xem Chaplin là "một anh chàng nhợt nhạt, yếu ớt, có vẻ ủ rũ", "trông quá nhút nhát để làm được điều gì tử tế trong rạp hát." Nhưng Chaplin đã để lại ấn tượng ngay trong đêm đầu tiên tại nhà hát London Coliseum và nhanh chóng nhận được hợp đồng làm việc. Chaplin bắt đầu bằng việc đóng một loạt vai nhỏ, dần tiến tới những vai chính trong năm 1909. Tháng 4 năm 1910, anh nhận đảm đương đoản kịch mới, Jimmy the Fearless ("Jimmy Can đảm"). Thành công vang dội của nó khiến báo chí tập trung chú ý đáng kể vào Chaplin.
Karno chọn ngôi sao mới trẻ tuổi Chaplin tham gia vào một bộ phận hát lưu diễn tại hệ thống rạp kịch vui của Bắc Mỹ. Chaplin dẫn dắt vở diễn và gây ấn tượng cho những nhà phê bình, họ mô tả anh như "một trong những nghệ sĩ kịch câm vĩ đại nhất từng thấy ở đây". Vai thành công nhất của anh là một gã say rượu gọi là "Inebriate Swell" ("Swell Nát rượu") được nhiều người ghi nhận. Chuyến lưu diễn kéo dài 21 tháng, và nhóm diễn trở lại Anh tháng 6 năm 1912. Chaplin sau này kể lại rằng anh "có một cảm giác bất an, cảm tưởng như mình chìm vào sự tầm thường về trí tuệ", và do đó anh đã rất mừng rỡ khi một chuyến lưu diễn mới bắt đầu vào tháng 10.

### Khởi nghiệp điện ảnh (1914–1917)

#### Keystone
Sau sáu tháng trong chuyến đi Mỹ lần hai, Chaplin được mời gia nhập Công ty New York Motion Picture. Một đại diện hãng từng xem anh diễn xuất cho rằng Chaplin có thể thay thế cho Fred Mace, một ngôi sao thuộc Hãng phim Keyston đang có ý định ra đi. Chaplin từng cho rằng các phim hài của Keystone là "một đống hỗn tạp lộn xộn", nhưng thích hoạt động trong ngành điện ảnh và tự nhủ rằng: "Ngoài ra, nó còn có nghĩa là một cuộc đời mới" Anh gặp gỡ với đại diện công ty, và ký một hợp đồng với mức lương 150 đô la/tuần vào tháng 9 năm 1913.
Chaplin đến Los Angeles, trụ sở hãng phim Keystone vào đầu tháng 12 năm 1913. Quản lý của anh là Mack Sennett, người ban đầu lo ngại là chàng trai 24 tuổi này trông quá trẻ. Anh mất một thời gian làm quen với phim trường cho tới cuối tháng 1 năm sau, trong thời gian đó Chaplin tìm cách học quy trình làm phim. Bộ phim một cuộn Making a Living ("Kiếm sống") đánh dấu sự ra mắt của anh với làng điện ảnh, khởi chiếu từ ngày 2 tháng 2 năm 1914. Bản thân Chaplin rất ghét bộ phim, nhưng một bài bình luận đã nhận ra ở anh có tố chất của "một nghệ sĩ hài bậc nhất". Lần thứ hai xuất hiện trước máy quay, anh chọn lựa trang phục mà sau này đã biểu trưng nhận diện cho mình. Về sau Chaplin mô tả quá trình này trong tiểu sử tự thuật:
Tôi muốn mọi thứ phải mâu thuẫn: quần thùng thình, áo chật, mũ nhỏ và giày to... Tôi thêm vào một bộ ria mép nhỏ mà theo tôi suy luận đã làm tăng thêm tuổi mà không cần phải hóa trang nét mặt của mình. Tôi không có ý tưởng nào về nhân vật này. Nhưng vào lúc tôi vận trang phục, quần áo và trang điểm, tôi đã cảm thấy phải diễn nhân vật này ra sao. Tôi bắt đầu cảm nhận được nhân vật, và tới lúc tôi bước lên sân khấu nhân vật này đã ra đời một cách trọn vẹn.
Bộ phim đó là Mabel's Strange Predicament ("Mối nguy khốn lạ lùng của Mabel"), nhưng tên nhân vật "Tramp" ("Gã Lang thang", tức là "Charlot"/"Sác-lô") chỉ ra mắt khán giả trong Kid Auto Races at Venice ("Đua xe Trẻ em ở Venice") - được quay sau Mabel's Strange Predicament nhưng lại công chiếu trước 2 ngày. Chaplin tiếp nhận nhân vật này làm bộ mặt trên màn bạc của mình, và tìm cách đưa ra những gợi ý cho những phim mà anh tham gia. Tuy nhiên, những gợi ý của Chaplin không được các đạo diễn chấp nhận. Trong đợt quay phim thứ 11, Mabel at the Wheel ("Mabel trên xe hơi"), anh đã đối đầu với đạo diễn Mabel Normand và chút nữa thì bị chấm dứt hợp đồng. Sennett đã giữ Chaplin lại, khi ông nhận được những đặt hàng từ các chủ rạp chiếu phim yêu cầu có thêm các phim có Chaplin đóng. Sennett cũng cho phép Chaplin tự đạo diễn bộ phim tiếp đó của mình sau khi Chaplin hứa trả 1500 đô la nếu bộ phim thất bại.
Caught in the Rain ("Bị tóm dưới mưa"), phát hành ngày 4 tháng 5 năm 1914, là tập phim đầu tiên Chaplin tự đạo diễn và gặt hái thành công vang dội. Kể từ đó anh đạo diễn hầu hết mọi phim ngắn mà anh thủ vai cho Keystone, với nhịp độ lên tới gần mỗi tuần một phim, một thời kỳ mà sau này Chaplin nhắc lại như thời gian phấn khích nhất trong sự nghiệp của mình. Các bộ phim của Chaplin giới thiệu đều là một dạng phim hài với tiết tấu chậm hơn các phim hài thông thường của Keystone, và với các bộ phim này anh bắt đầu có được số lượng người hâm mộ đáng kể. Tháng 11 năm 1914, anh nhận một vai phụ trong một phim truyện hài (có độ dài tương đối) đầu tiên, Tillie's Punctured Romance ("Mối tình tan vỡ của Tillie"), do Sennett đạo diễn và có sự góp mặt của Marie Dressler. Phim này rất thành công về mặt thương mại và giúp tăng cường danh tiếng của anh. Tuy nhiên khi hợp đồng của Chaplin đến kì gia hạn, anh đòi lương tăng lên 1 ngàn đô/tuần - con số này bị Sennett cho là quá lớn và từ chối.

#### Essanay

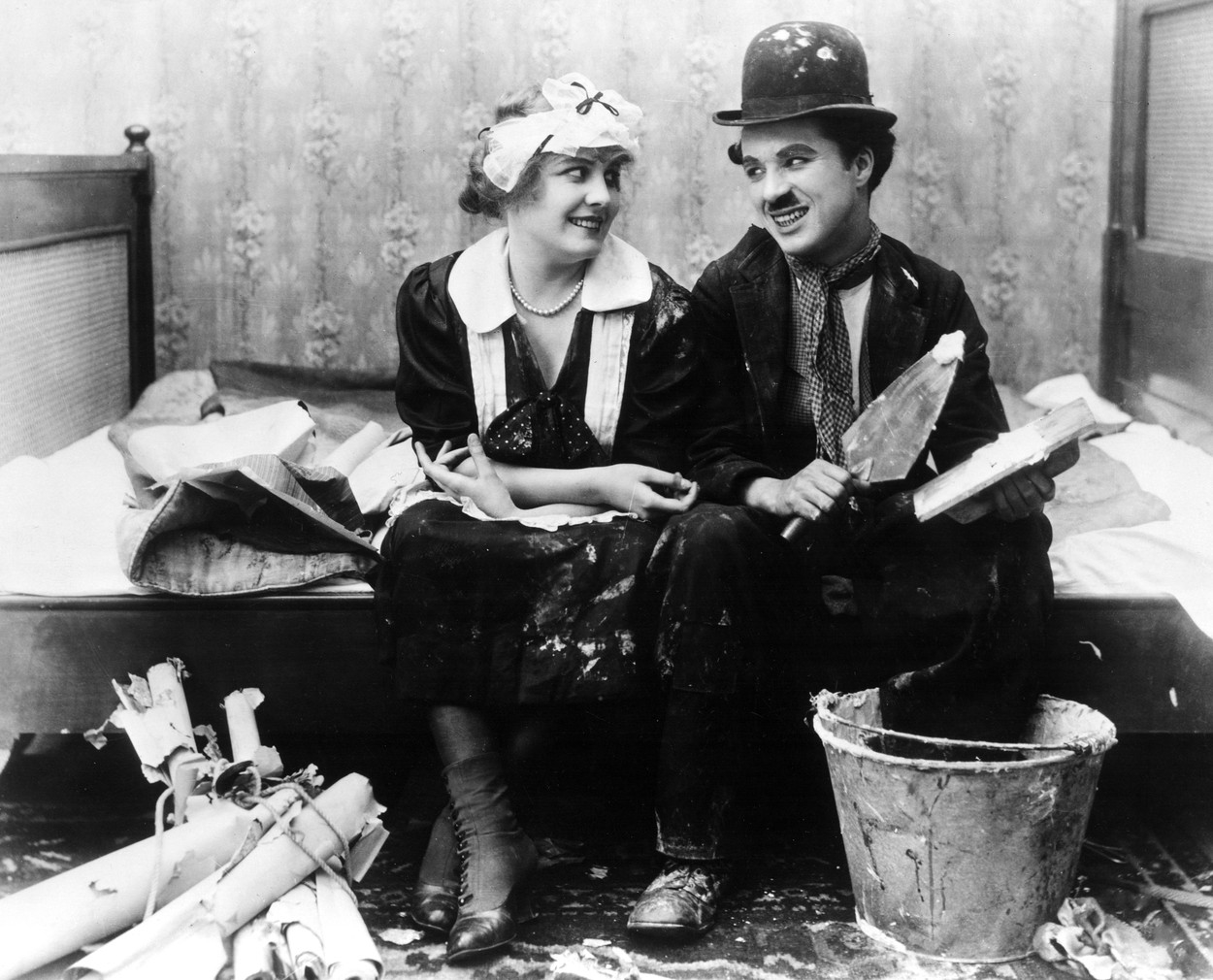
Chaplin và Edna Purviance, người hay đóng cặp với ông, trong Work (1915)

Sau đó, Công ty Sản xuất Phim Essanay chuyển tới Chaplin lời đề nghị hấp dẫn hơn với lương 1250 đô la/tuần cùng với khoản tiền thưởng ký hợp đồng 10 nghìn đô la. Anh gia nhập hãng phim này cuối tháng 12 năm 1914, và ở Essanay Chaplin bắt đầu thành lập một công ty cổ phần bao gồm các diễn viên chuyên nghiệp, bao gồm Leo White, Bud Jamison, Paddy McGuire và Billy Armstrong. Anh cũng thuê một diễn viên đóng cặp - Edna Purviance, người mà Chaplin bị thu hút bởi vẻ đẹp khi gặp lần đầu ở một quán cà phê. Edna xuất hiện trong 35 bộ phim cùng với Chaplin trong vòng hơn 8 năm; cặp diễn này cũng có một quan hệ tình cảm kéo dài tới năm 1917.
Chaplin có quyền kiểm soát đáng kể các tựa phim anh thực hiện, và bắt đầu dành nhiều thời gian và sự chú ý hơn cho mỗi phim. Từ phim thứ hai A Night Out ("Một đêm ngoài phố") tới phim thứ ba The Champion ("Nhà vô địch") có một khoảng cách dài một tháng, và 7 phim cuối trong tổng số 14 phim Chaplin làm ở Essanay cũng có nhịp độ chậm tương tự. Chaplin cũng bắt đầu thay đổi các đặc trưng nhân vật của mình, do anh đã từng nhận những chỉ trích thời còn ở Keystone rằng nhân vật của anh có tính cách "hèn hạ, thô lỗ và hung ác". Nhân vật Chaplin đóng đã trở nên hiền lành và lãng mạn hơn; The Tramp ("Gã lang thang", tháng 4 năm 1915) được xem như một bước ngoặt trong sự phát triển cá tính nhân vật của Chaplin. Việc sử dụng nội dung tình cảm trong phim hài tiếp tục phát triển trong The Bank ("Ngân hàng"), trong đó Chaplin tạo ra một kết thúc buồn. Robinson ghi nhận rằng đây là một sự cách tân trong thể loại phim hài, và đánh dấu thời điểm những nhà phê bình nghiêm túc bắt đầu đánh giá cao các tác phẩm của Chaplin. Ở Essanay, theo nhà nghiên cứu điện ảnh Simon Louvish, Chaplin "tìm thấy chủ đề và bối cảnh định hình nên thế giới của Tramp."
Vào năm 1915, Chaplin đã trở thành một hiện tượng văn hóa. Các cửa hàng đầy ắp những thứ đồ ăn theo phim Chaplin, anh xuất hiện trong sách truyện tranh, cột truyện tranh trên báo, và trong một vài bài hát. Tháng 7 năm đó, một phóng viên làm cho tờ Motion Picture Magazine viết rằng "Chaplinitis" (tạm dịch: "trào lưu Chaplin") đã lan tràn khắp nước Mỹ. Khi danh tiếng của Chaplin phát triển tới tầm quốc tế, anh trở thành ngôi sao toàn cầu đầu tiên của công nghiệp điện ảnh. Khi hợp đồng với Essanay kết thúc tháng 12 năm 1915, Chaplin – hiểu rõ sự nổi tiếng của mình – yêu cầu nhận được tiền thưởng ký kết 150 nghìn đô la từ hãng phim tiếp theo. Anh nhận được một số đề nghị khác nhau, bao gồm của Universal, Fox, và Vitagraph, tuy nhiên điều kiện hấp dẫn nhất đến từ Mutual Film Corporation với mức lương 10 nghìn đô la/tuần.

#### Mutual

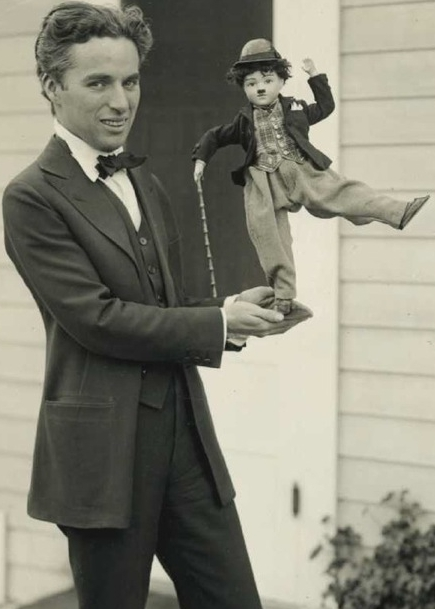
Tới 1916, Chaplin đã trở thành một hiện tượng quốc tế. Ảnh chụp ông với sản phẩm ăn theo mình, khoảng năm 1918.

Giá trị hợp đồng giữa Chaplin với Mutual, với con số cuối cùng sau thương lượng lên tới 670 nghìn đô-la một năm, theo Robinson đã đưa Chaplin – lúc ấy mới 26 tuổi - trở thành một trong những người nhận lương cao nhất thế giới. Lương cao làm công chúng sửng sốt và báo chí đăng tin rầm rộ. John R. Freuler, chủ tịch hãng phim, giải thích: "Chúng tôi có khả năng trả Mr. Chaplin khoản tiền lớn đó bởi vì công chúng muốn Chaplin và sẽ bỏ tiền ra để xem anh ấy."
Mutual cho Chaplin một xưởng phim riêng ở Los Angeles để làm việc, bắt đầu mở cửa vào tháng 3 năm 1916. Chaplin mời thêm hai thành viên quan trọng vào công ty cổ phần của mình, Albert Austin và Eric Campbell, và sản xuất một loạt phim hai cuộn: The Floorwalker ("Người coi cửa hiệu"), The Fireman ("Lính cứu hỏa"), The Vagabond ("Ma cà bông"), One A.M. ("Một giờ sáng") và The Count ("Bá tước"). Để quay The Pawnshop ("Tiệm cầm đồ") ông tuyển diễn viên Henry Bergman, người sẽ cộng tác với Chaplin trong 30 năm. Behind the Screen ("Phía sau màn ảnh") và The Rink ("Sân trượt băng") hoàn thành đợt sản xuất năm 1916 của Chaplin. Hợp đồng với Mutual đòi hỏi ông 4 tuần phải ra một phim 2 cuộn, và ông đã đảm bảo tiến độ đó. Kể từ năm mới 1917, Chaplin bắt đầu đòi hỏi có nhiều thời gian hơn. Ông chỉ làm 3 phim cho Mutual trong 10 tháng đầu năm 1917: Easy Street, The Cure ("Phương thuốc"), The Immigrant ("Người nhập cư") và The Adventurer ("Nhà thám hiểm") Với sự chuẩn bị công phu, các phim này được đánh giá bởi những chuyên gia nghiên cứu Chaplin là thuộc vào những tác phẩm xuất sắc nhất của Chaplin. Về sau này, Chaplin gọi những năm ở Mutual là thời kỳ hạnh phúc nhất trong sự nghiệp của ông.
Báo chí Anh lên án Chaplin đã không tham gia chiến đấu trong Thế chiến 1. Chaplin bào chữa rằng ông sẽ chiến đấu cho nước Anh nếu được triệu tập và đã đăng lính cho quân đội Hoa Kỳ, nhưng không có quân đội quốc gia nào tuyển ông. Bất chấp sự chỉ trích trên Chaplin vẫn được quân đội yêu thích, và danh tiếng của ông tiếp tục lớn lên ở quy mô quốc tế. Harper's Weekly tường thuật rằng cái tên Charlie Chaplin là "một phần của ngôn ngữ chung của hầu như mọi quốc gia", và hình ảnh Tramp "quen thuộc ở khắp nơi". Năm 1917, những người bắt chước Chaplin chuyên nghiệp hết sức phổ biến tới mức ông buộc phải kiện ra tòa để bảo vệ bản quyền, và người ta nói rằng 9 trên 10 người dự các bữa tiệc hóa trang ăn mặc theo Tramp. Cũng năm đó, một nghiên cứu của Hội Nghiên cứu Tâm linh Boston kết luận rằng Chaplin là "một sự ám ảnh của Mỹ". Nữ diễn viên Minnie Maddern Fiske viết rằng "ngày càng có nhiều những người có văn hóa và khuynh hướng nghệ thuật bắt đầu xem anh hề trẻ người Anh, Charlie Chaplin, như một nghệ sĩ xuất chúng, một thiên tài hài kịch".

### Thành công ban đầu (1918–1922)

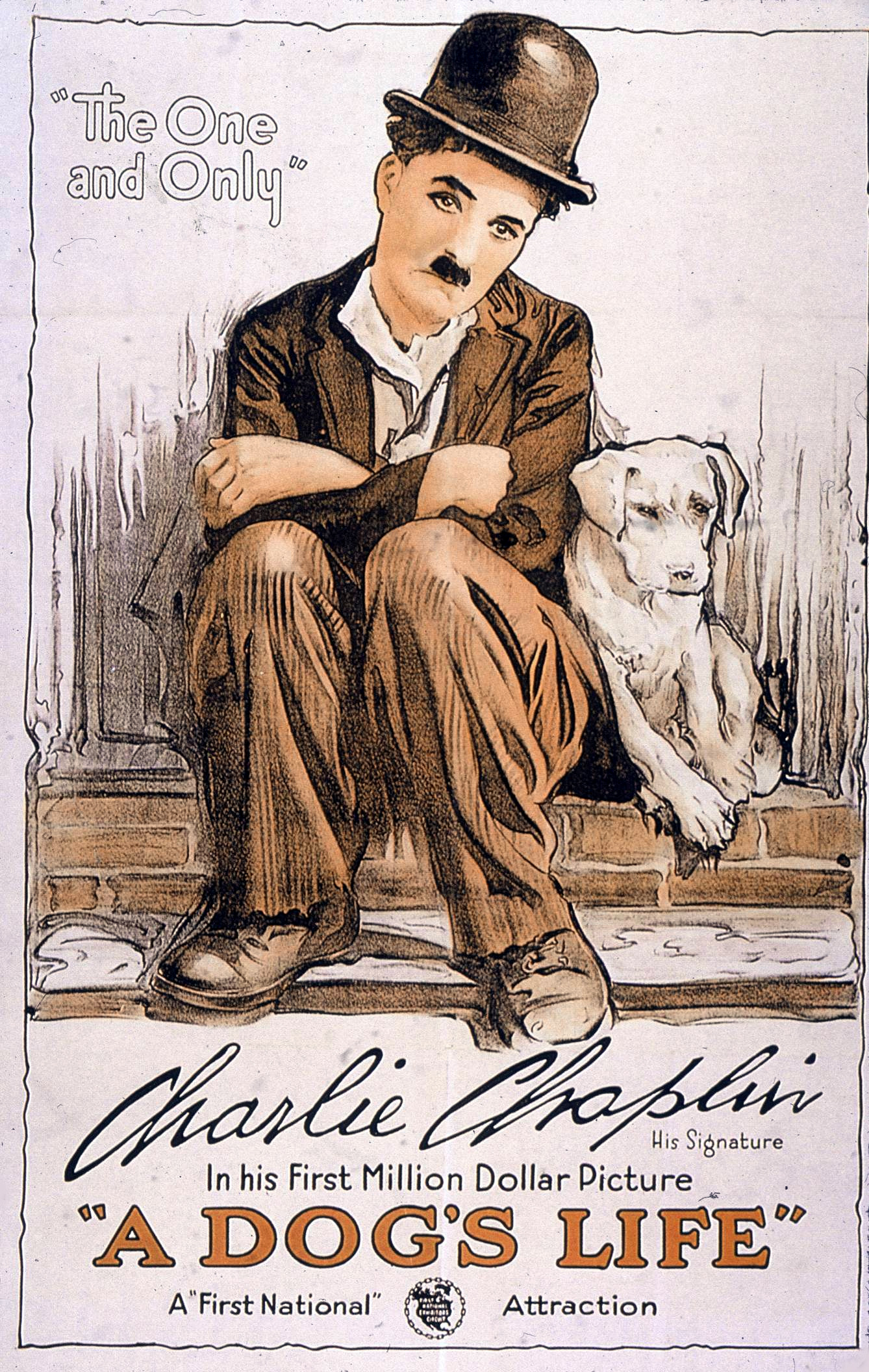
Bìa tựa phim A Dog's Life (1918). Chính vào thời gian này mà Chaplin bắt đầu nhận diện The Tramp là "một loại ", hay một anh hề buồn.

Mutual kiên nhẫn với tốc độ sản xuất phim chậm dần của Chaplin, và hợp đồng giữa họ kết thúc một cách thân ái. Mối quan tâm chính của ông trong việc tìm một hãng phân phối mới là quyền tự chủ; Sydney Chaplin, khi đó làm người quản lý kinh doanh cho em mình, nói với báo chí, "Charlie [phải] được cung cấp toàn bộ thời gian mà cậu ấy cần và đủ tiền để sản xuất [phim] theo cách mà cậu ấy muốn... Chất lượng chứ không phải số lượng là cái mà chúng tôi theo đuổi." Vào tháng 6 năm 1917, Chaplin ký hợp đồng hoàn thành 8 phim cho First National Exhibitors' Circuit để nhận 1 triệu đô la. Ông lựa chọn tự mình xây xưởng phim, dựng trên mảnh đất rộng 5 mẫu ngoài Sunset Boulevard (Los Angeles), với các trang thiết bị tối tân thời bấy giờ. Xưởng phim hoàn thành tháng 1 năm 1918, và Chaplin có toàn quyền tự do làm phim của mình.
A Dog's Life ("Đời một con chó") công chiếu tháng 4 năm 1918, là phim đầu tiên dưới hợp đồng mới. Trong phim này, Chaplin đã thể hiện sự quan tâm lớn hơn với việc xây dựng cốt truyện, và cách thể hiện Tramp như "một loại Pierrot". Louis Delluc mô tả phim là "công trình hoàn toàn mang tính nghệ thuật đầu tiên của điện ảnh". Chaplin sau đó bước vào đợt vận động Trái phiếu Tự do lần 3, lưu diễn khắp Hoa Kỳ trong 1 tháng để gây tiền cho Đồng Minh trong Thế Chiến thứ Nhất. Ông cũng sản xuất một phim ngắn có nội dung tuyên truyền, tặng cho chính phủ để gây quỹ, mang tên The Bond ("Công trái"). Phim tiếp theo, Shoulder Arms, dựa trên bối cảnh chiến tranh, đặt nhân vật Tramp vào chiến hào. Các bạn đồng nghiệp cảnh báo ông về việc làm một bộ phim hài về chủ đề chiến tranh, nhưng về sau ông nhắc lại: "Dù có nguy hiểm hay không, ý tưởng đó vẫn làm tôi thích thú." Ông dành bốn tháng để quay bộ phim dài 45 phút, phát hành tháng 10 năm 1918 và gặt hái thành công lớn.

#### United Artists, Mildred Harris vàThe Kid

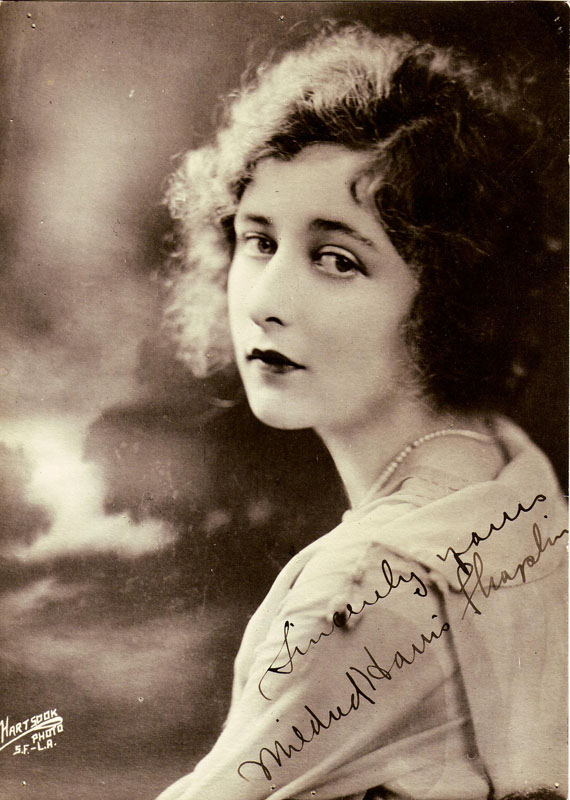
Mildred Harris

Sau khi phát hành Shoulder Arms, Chaplin đòi nhiều tiền hơn nhưng First National từ chối. Bất bình với điều đó cũng như sự thiếu quan tâm của hãng với chất lượng phim, và lo lắng về những tin đồn về việc hãng sáp nhập với Famous Players-Lasky, Chaplin quyết định hợp tác với Douglas Fairbanks, Mary Pickford, và D. W. Griffith để lập nên một công ty phân phối mới – United Artists, ra đời vào tháng 1 năm 1919. Sự kiện này có tính cách mạng trong công nghiệp điện ảnh, vì nó cho phép 4 thành viên - đều là những nghệ sĩ đầy sáng tạo - cấp tiền cho phim của riêng họ và có toàn quyền kiểm soát. Chaplin hăm hở khởi đầu công ty mới và muốn thanh toán hợp đồng với First National. Hãng từ chối và đòi ông phải hoàn thành sáu phim còn nợ.

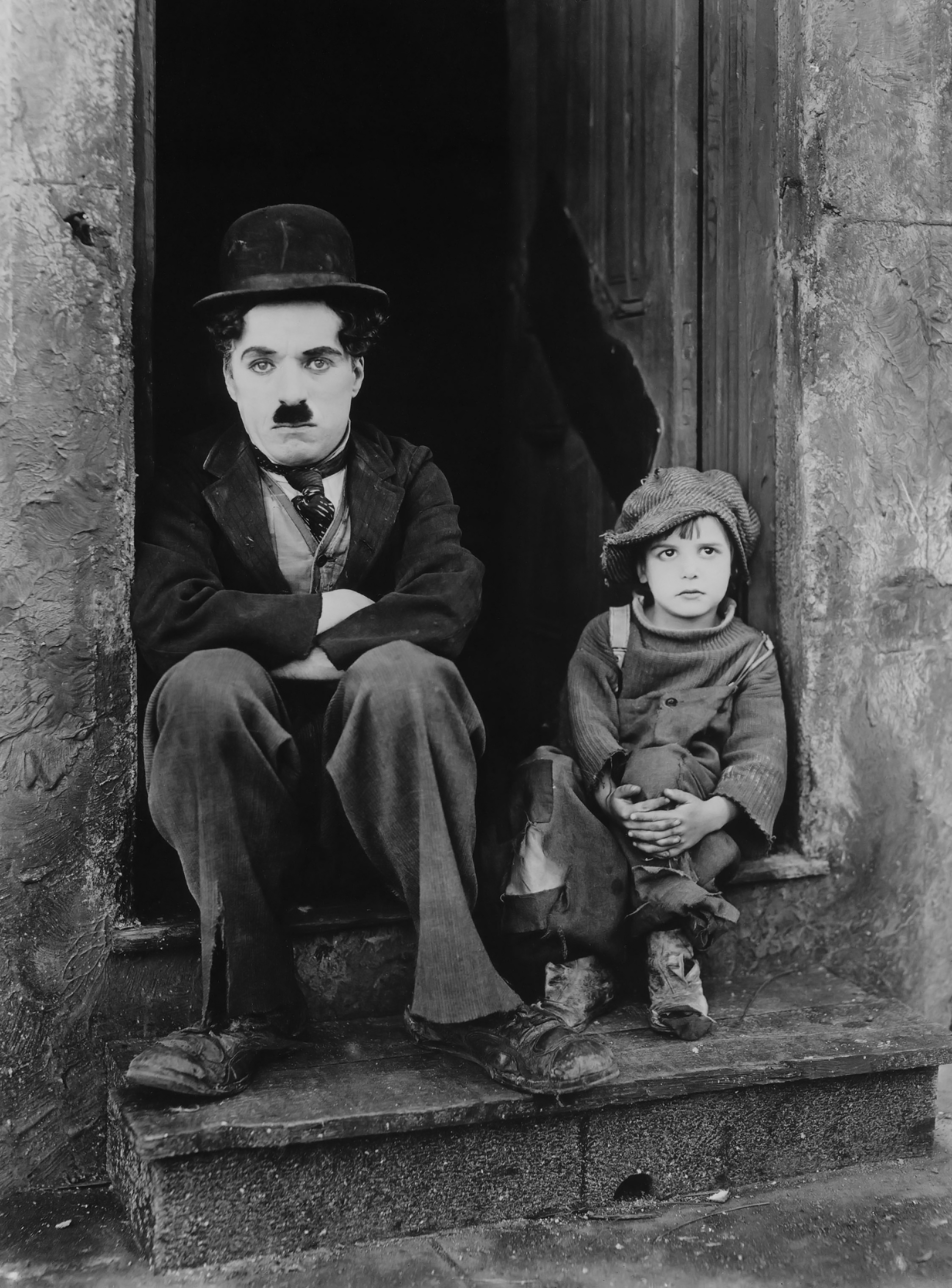
The Kid (1921), diễn cùng Jackie Coogan, kết hợp giữa hài kịch và chính kịch và là phim đầu tiên của Chaplin vượt qua độ dài 1 tiếng.

Trước khi cho ra đời United Artists, Chaplin kết hôn lần thứ nhất. Diễn viên 17 tuổi Mildred Harris tiết lộ rằng cô có thai với ông, và tháng 9 năm 1918 Chaplin tổ chức đám cưới không ồn ào để tránh lùm xùm. Ít lâu sau, ông phát hiện ra tin có bầu của Mildred là giả. Chaplin không lấy gì làm hạnh phúc với mối hôn nhân này, ông cảm thấy nó cản trở năng lực sáng tạo của mình, khiến ông chật vật trong việc sản xuất phim Sunnyside. Harris khi đó đã có thai thật, và ngày 7 tháng 7 năm 1919 sinh một đứa con trai. Đứa trẻ mang tên Norman Spencer Chaplin bị dị hình và chết chỉ sau 3 ngày. Hôn nhân giữa họ chấm dứt tháng 4 năm 1920; Chaplin giải thích trong tiểu sử của ông rằng họ "bị ép buộc phải cưới nhau một cách không thể nào hàn gắn được".
Sự kiện đứa con chết yểu đã ảnh hưởng tới công việc của ông: ông dự định làm một phim chuyển nhân vật Tramp sang một người chăm sóc một cậu bé. Phục vụ cho mục đích này, Chaplin cũng muốn làm thứ gì đó khác ngoài hài kịch thuần túy, và để, theo lời của Louvish, "ghi dấu ấn của mình lên một thế giới đã thay đổi." The Kid ("Đứa trẻ") khởi quay vào tháng 8 năm 1919, với sự diễn xuất của cậu bé 4 tuổi Jackie Coogan. Ngoài dự định của Chaplin, nó trở thành một dự án lớn, do đó để xoa dịu First National, ông tạm hoãn phim này và làm một phim ngắn A Day's Pleasure ("Hạnh phúc một ngày") với tốc độ nhanh. The Kid tốn mất 9 tháng để hoàn thành, kéo dài tới tháng 5 năm 1920, và với thời lượng 68 phút là phim dài nhất của Chaplin tính cho tới thời điểm đó. Đụng chạm đến các vấn đề nghèo đói và chia cắt cha-con, The Kid được cho là mang dấu ấn tuổi thơ của chính Chaplin và là một trong những phim sớm nhất biết kết hợp giữa các yếu tố hài kịch và chính kịch. Phim được phát hành tháng 1 năm 1921 và thành công ngay lập tức, và tới năm 1924 phim này đã được công chiếu tại trên 50 quốc gia.
Chaplin dành 5 tháng cho phim tiếp theo, một bộ phim 2 cuộn The Idle Class ("Tầng lớp vô công rỗi nghề"). Sau khi phim khởi chiếu tháng 9 năm 1921, ông quyết định về thăm Anh sau gần một thập kỷ. Sau đó ông làm việc để hoàn thành nốt hợp đồng với First National, cho ra mắt Pay Day ("Ngày lĩnh lương") tháng 2 năm 1922. The Pilgrim ("Người hành hương") – phim ngắn cuối cùng của ông - bị trì hoãn do bất đồng trong việc phân phối với hãng phim, và chỉ phát hành một năm sau đó.

### Phim câm thời lượng dài (1923–1938)

#### A Woman of ParisvàThe Gold Rush
Sau khi hoàn thành hợp đồng với First National, Chaplin có toàn quyền tự do làm phim đầu tiên với tư cách một nhà sản xuất độc lập. Tháng 11 năm 1922 ông bắt đầu khởi quay A Woman of Paris ("Một người phụ nữ ở Paris"), một phim chính kịch lãng mạn về những cặp tình nhân bất hạnh. Chaplin mong muốn phim sẽ đưa Edna Purviance thành một ngôi sao, và không tự mình xuất hiện trong phim trừ một cảnh cameo không được ghi danh trong phim. Ông muốn phim có một cảm giác hiện thực hơn, và chỉ đạo dàn diễn viên phải có diễn xuất giản dị. Thực tế thì, như ông giải thích, "các diễn viên cố che giấu cảm xúc của họ hơn là tìm cách biểu đạt chúng". A Woman of Paris khởi chiếu tháng 12 năm 1923 và nhận được khen ngợi về cách tiếp cận cảm xúc tinh tế, một sự cách tân vào thời bấy giờ. Tuy nhiên công chúng không mấy hứng thú với một bộ phim của Chaplin mà lại không có ông trong đó, và điều này làm giảm trầm trọng doanh thu của bộ phim. Chaplin bị tổn thương vì thất bại này - từ lâu ông đã mong muốn làm một phim chính kịch và lấy làm tự hào khi hoàn thành bộ phim - ông đã cho ngưng chiếu A Woman of Paris một cách sớm nhất có thể.

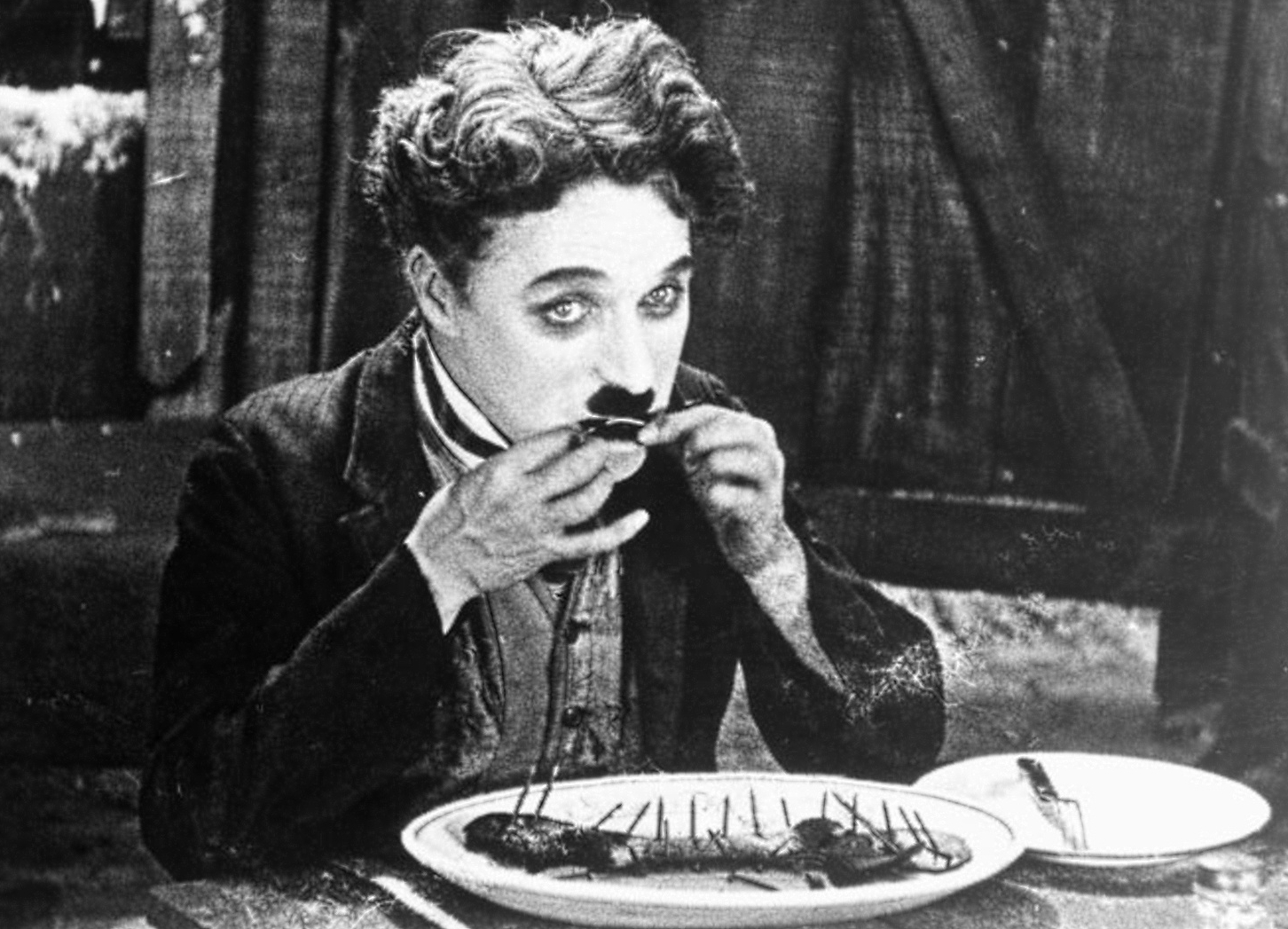
The Tramp buộc phải gặm giày của mình, trong một cảnh nổi tiếng của The Gold Rush (1925)

Chaplin quay lại với thể loại hài kịch trong dự án tiếp theo. Ông đòi hỏi thật cao và tự nói với mình: "Phim tiếp theo phải là phải là một anh hùng ca vĩ đại nhất!" Lấy cảm hứng từ một bức ảnh chụp Cơn sốt vàng Klondike năm 1898, và sau đó là một câu chuyện về Donner Party của những năm 1846–47, ông tạo nên cái mà Geoffrey Macnab gọi là "một hài kịch hùng tráng sinh ra từ một chủ đề tàn nhẫn." Trong The Gold Rush ("Cơn sốt tìm vàng"), Tramp là một người đào vàng chiến đấu với những khó khăn nguy hiểm và tìm kiếm ái tình. Với Georgia Hale trong vai trò nữ diễn viên đóng cặp mới, Chaplin bắt đầu quay phim từ tháng 2 năm 1924. Phim được dàn dựng công phu và tốn gần 1 triệu đô la, bao gồm cảnh quay thực địa ở dãy núi Truckee với 600 vai diễn quần chúng, những cảnh dựng tốn kém cùng những hiệu ứng đặc biệt. Cảnh quay cuối cùng chỉ thực hiện vào tháng 5 năm 1925, sau 15 tháng quay ròng rã.
Chaplin cảm thấy The Gold Rush là phim hay nhất ông sản xuất được tới thời điểm đó. Phim khởi chiếu vào tháng 8 năm 1925 và trở thành một trong những phim có doanh thu cao nhất trong kỉ nguyên phim câm với lợi nhuận 5 triệu đô la. Phim có những cảnh kinh điển của Chaplin, như Tramp ăn giày của mình hay "Vũ điệu Ổ bánh mì". Macnab gọi nó là "tinh túy của phim Chaplin" và chính Chaplin sau này có nói rằng đây là tác phẩm mà ông muốn được công chúng nhớ đến mình nhiều nhất thông qua nó.

#### Lita Grey vàThe Circus

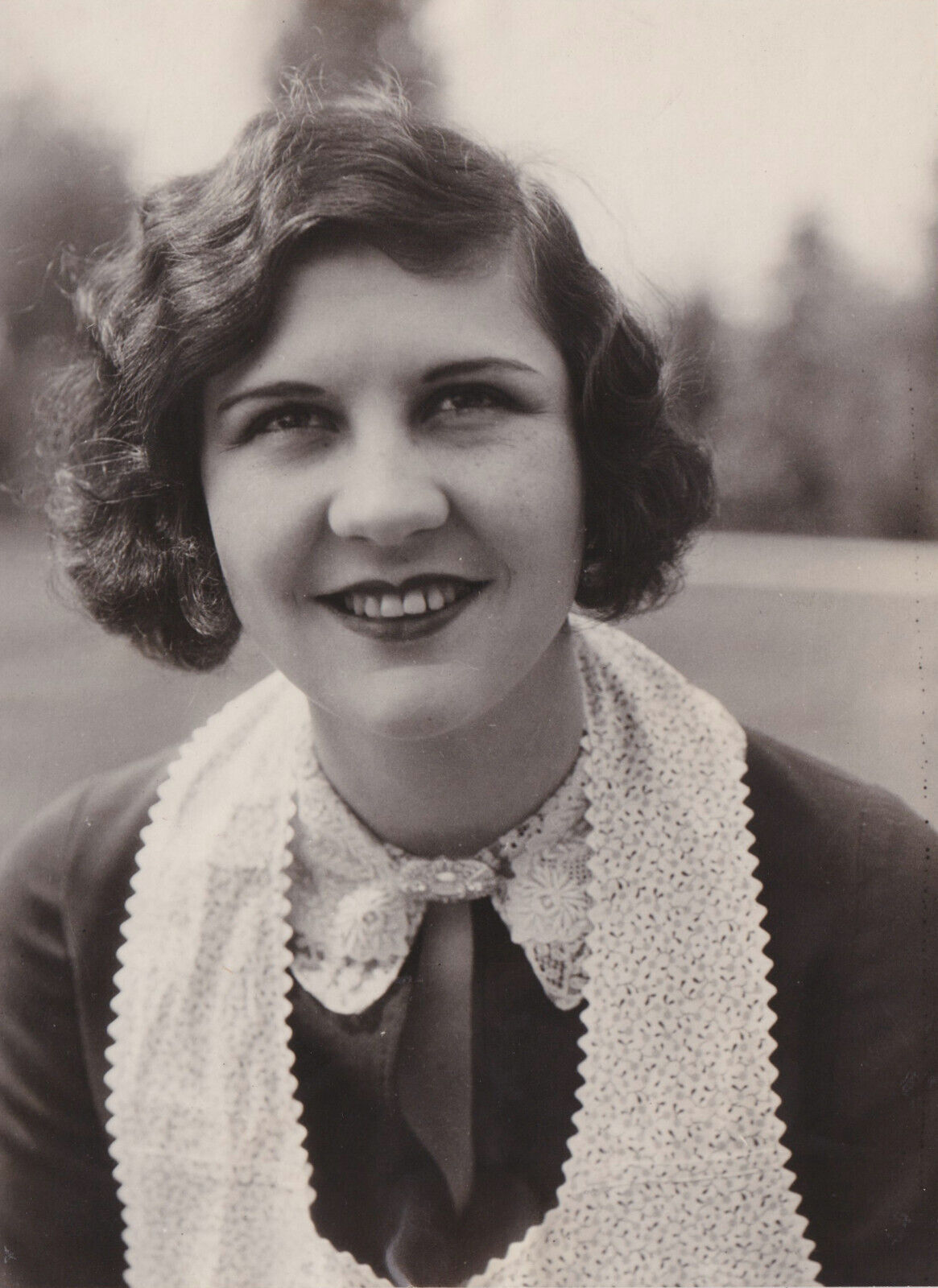
Lita Grey, vợ thứ hai của Chaplin (ảnh chụp hai năm sau khi họ đã ly dị)

Trong khi làm phim Gold Rush, Chaplin kết hôn lần thứ hai. Không khác gì lần trước, Lita Grey là một diễn viên trẻ tuổi, ban đầu được chọn để tham gia vào phim, thông báo là có bầu khiến Chaplin buộc phải kết hôn. Cô mới 16 và ông đã 35, nghĩa là Chaplin có thể mắc tội cưỡng dâm theo luật California. Ông sắp xếp một đám cưới kín đáo ở México ngày 24 tháng 11 năm 1924. Cuộc hôn nhân này của ông mang lại hai con trai sau này đều làm diễn viên; con trai đầu của hai người, cũng lấy tên Charles Spencer Chaplin, sinh ngày 5 tháng 5 năm 1925, mất năm 1968; và Sydney Earl Chaplin sinh ngày 30 tháng 3 năm 1926. Phim Limelight năm 1952 có sự diễn xuất của cả ba cha con. Bộ phim năm 1967 A Countess from Hong Kong có sự diễn xuất của Charlie Chaplin với Sydney Earl Chaplin và cô con gái Geraldine Chaplin sinh năm 1944 của bà vợ thứ tư.
Đó là một cuộc hôn nhân không hạnh phúc, và Chaplin tìm cách làm thêm giờ ở xưởng phim để tránh phải gặp vợ mình. Tháng 11 năm 1926, Grey đem hai con rời khỏi gia đình. Tiếp đó là một cuộc ly hôn cay đắng, trong đó Grey đệ đơn cáo buộc Chaplin tội không chung thủy, lạm dụng, và nuôi dưỡng "những ham muốn tình dục đồi bại" - và những chi tiết này lộ ra với truyền thông. Chaplin đã rơi vào một cơn suy sụp tinh thần, khi câu chuyện được công khai trên báo chí với các tít lớn và các nhóm đòi cấm chiếu phim của ông được thành lập trên khắp Hoa Kỳ. Với mong muốn kết thúc nhanh chóng vụ kiện mà không có thêm bê bối nào, các luật sư của Chaplin đồng ý dàn xếp với khoản tiền là 600 nghìn đô trả cho Lita – khoản đền bù ly hôn lớn nhất cho tới thời điểm đó ở tòa án Hoa Kỳ. Lượng người hâm mộ của ông đủ mạnh để giúp vượt qua cơn sóng gió này và sự kiện sớm rơi vào quên lãng, nhưng cá nhân Chaplin vẫn bị ảnh hưởng sâu sắc.
Trước khi vụ kiện đưa ra tòa, Chaplin bắt đầu một phim mới, The Circus ("Rạp xiếc"). Ông dựng một câu chuyện quanh ý tưởng đu dây trong khi bị lũ khỉ quấy rối, và biến Tramp thành một ngôi sao tình cờ của rạp xiếc. Việc quay phim bị tạm dừng 10 tháng trong khi ông giải quyết chuyện ly hôn, và nó thường được xem là một sản phẩm có trục trặc. Cuối cùng được hoàn thành vào tháng 10 năm 1927, The Circus phát hành vào tháng 1 năm 1928 và nhận được phản hồi tích cực. Tại lễ trao giải thưởng Viện Hàn lâm Điện ảnh lần thứ nhất (giải Oscar sau này), Chaplin nhận được một chiếc cúp đặc biệt "Dành tặng cho tính linh hoạt và thiên tài trong diễn xuất, viết kịch bản, đạo diễn và sản xuất The Circus." Bất chấp thành công của nó, ông mãi mãi gắn ấn tượng bộ phim này với áp lực trong lúc sản xuất nó: ông tránh nhắc tới nó trong tiểu sử của mình, và đã rất vất vả khi ông ghi âm thanh cho bộ phim này trong những năm về sau.

#### City Lights
—Chaplin giải thích sự bất chấp đối với phim có lời trong những năm 1930
Vào thời điểm The Circus được phát hành, Hollywood đã chứng kiến sự xuất hiện của phim có lời thoại. Chaplin chế giễu thể loại phim mới này cùng những hạn chế kĩ thuật thu âm của thời đó, tin rằng những "thứ lắm lời" này thiếu tính nghệ thuật của phim câm. Ông cũng nghi ngại việc thay đổi công thức đã đem lại thành công cho ông tới thời điểm đó, và sợ rằng đưa vào nhân vật Tramp với giọng nói sẽ làm hạn chế tính hấp dẫn quốc tế của nhân vật. Do đó ông từ chối xu thế này của Hollywood và bắt đầu làm một phim câm mới. Dù vậy Chaplin vẫn lo lắng về quyết định này và tiếp tục ở trong trạng thái đó suốt trong quá trình làm phim.

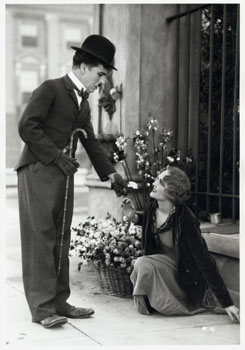
City Lights (1931), được xem là một trong những tác phẩm xuất sắc nhất của Chaplin

Trước khi việc quay phim bắt đầu vào cuối năm 1928, Chaplin đã dành gần một năm để sáng tác cốt truyện. City Lights ("Ánh sáng đô thị") kể về tình yêu của Tramp dành cho một cô gái mù bán hoa (do Virginia Cherrill thủ vai) và nỗ lực của Tramp để kiếm tiền phẫu thuật mắt cho cô gái. Bộ phim là kết quả của một quá trình sản xuất đầy thách thức kéo dài 21 tháng, mà sau này Chaplin thú nhận rằng ông đã "đẩy bản thân vào một trạng thái tâm thần kích động đòi hỏi sự hoàn hảo". Một lợi ích mà Chaplin thấy trong phim có tiếng là cơ hội ghi âm một bản nhạc cho bộ phim, mà ông có tham gia sáng tác một phần.
Chaplin hoàn thành việc biên tập City Lights vào tháng 12 năm 1930, khi đó phim câm đã trở thành thứ lỗi thời. Một buổi chiếu thử trước một công chúng không được biết trước nội dung phim đã không thành công, nhưng lần chiếu thử cho báo chí đã đem lại những lời phê bình tích cực. Một phóng viên viết, "Không ai trên thế giới ngoài Charlie Chaplin có thể làm nên nó. Ông là người duy nhất có thứ đặc biệt gọi là "sự hấp dẫn khán giả" với đủ chất lượng để thách thức xu hướng phổ biến nghiêng về phim có lời." Khi được phát hành rộng rãi vào tháng 1 năm 1931, City Lights trở thành thành công lớn cả về tài chính và danh tiếng - doanh thu của bộ phim cuối cùng vượt 3 triệu đô la. Viện phim Anh gọi nó là thành tựu xuất sắc nhất của Chaplin, còn nhà phê bình James Agee ca ngợi cảnh cuối phim là "chi tiết diễn xuất vĩ đại nhất và thời điểm tột đỉnh của điện ảnh".

#### Paulette Goddard vàModern Times
City Lights thành công, nhưng Chaplin không chắc mình có thể làm một phim tiếp nữa mà không có hội thoại. Ông vẫn cảm thấy âm thanh sẽ không hòa hợp tốt trong phim của mình, nhưng cũng "bị ám ảnh bởi một nỗi sợ gây nản lòng về việc bị coi là lỗi thời." Trong trạng thái bất an này, đầu năm 1931 ông quyết định có một kì nghỉ ngắn, nhưng cuối cùng nó thành một cuộc du hành trong suốt 16 tháng. Trong tự truyện của mình, Chaplin nhớ lại rằng vào thời điểm quay lại Los Angeles, ông thấy "bối rối và không có kế hoạch gì trong đầu, mệt mỏi và cảm nhận một sự cô đơn tột cùng". Có lúc ông đã cân nhắc tới việc giải nghệ và tới sống ở Trung Quốc.

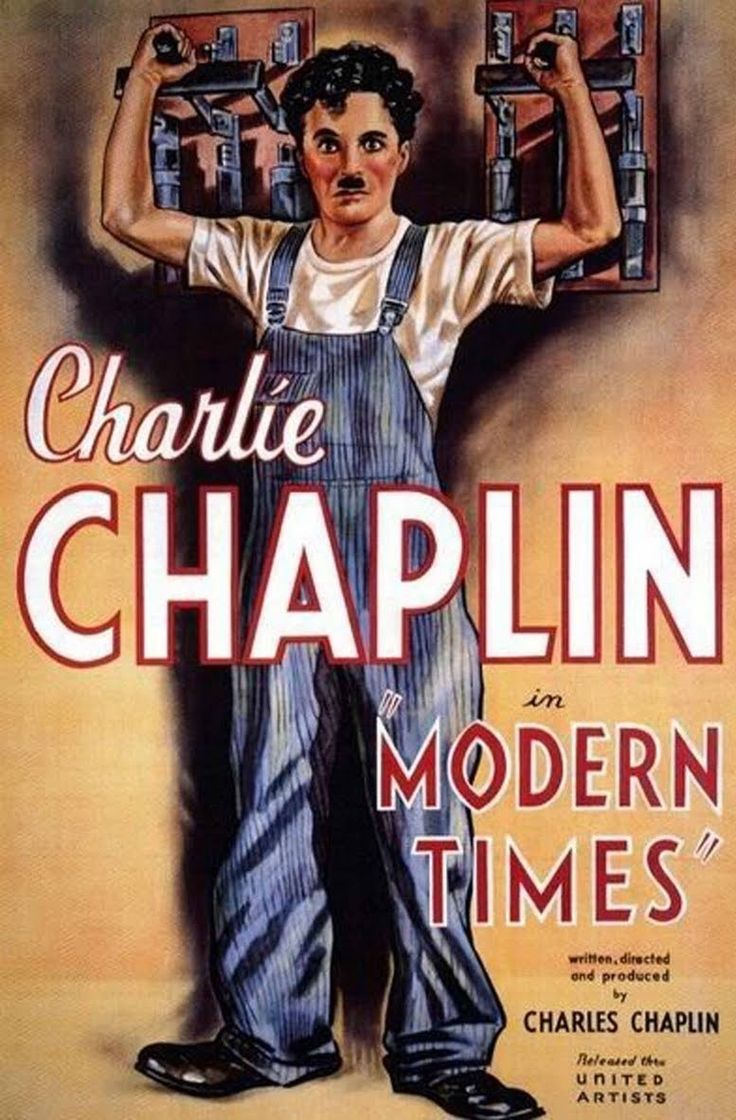
Modern Times (1936), được Jérôme Larcher mô tả như "sự suy tưởng tàn nhẫn về sự tự động hóa cái cá nhân"

Sự cô đơn của Chaplin nhẹ bớt khi ông gặp nữ diễn viên 21 tuổi Paulette Goddard vào tháng 7 năm 1932, và cặp đôi bắt đầu một mối quan hệ tình cảm tốt đẹp. Nhưng ông vẫn chưa sẵn sàng để làm phim, và tập trung vào viết một loạt ký sự du hành (được xuất bản dưới tên Woman's Home Companion). Chuyến đi trở thành một trải nghiệm đầy hào hứng cho Chaplin, bao gồm các buổi gặp gỡ với những nhà tư tưởng lỗi lạc đương thời, khiến ông ngày càng quan tâm tới các sự kiện trên thế giới. Hoàn cảnh người lao động ở Mỹ làm Chaplin bận tâm, và ông lo ngại rằng chủ nghĩa tư bản và máy móc tại những công xưởng sẽ gia tăng tỉ lệ thất nghiệp. Chính những lo ngại này đã khuyến khích Chaplin phát triển một tựa phim mới.
Modern Times ("Thời đại tân kỳ") được Chaplin giới thiệu là "một màn trào phúng về những giai đoạn nhất định trong đời sống công nghiệp của chúng ta." Phim có sự góp mặt của Goddard bên cạnh Tramp trong đó họ trải qua thời Đại Khủng hoảng, và bộ phim quay mất cả thảy 10 tháng rưỡi. Chaplin dự định dùng hội thoại, nhưng đổi ý trong lúc đang đóng thử. Giống như City Lights, Modern Times sử dụng hiệu ứng âm thanh, nhưng hầu như không có tiếng nói mà chỉ toàn âm nhạc. Một ca khúc gồm những tiếng lắp bắp ghép lại mà Chaplin lồng tiếng trong phim là giọng nói duy nhất của Tramp trong phim ảnh. Sau khi ghi âm phần nhạc, Chaplin phát hành Modern Times vào tháng 2 năm 1936. Đó là phim đầu tiên trong 15 năm bao hàm những ám chỉ về chính trị và chủ nghĩa hiện thực xã hội, một yếu tố thu hút sự quan tâm đáng kể của báo chí mặc dù Chaplin cố gắng hạ thấp vấn đề. Phim kiếm được ít doanh thu hơn các phim trước và nhận những phê bình khác nhau, trong đó vài người không thích tính cách chính trị hóa. Ngày nay, Modern Times được Viện phim Anh xem như một trong những "phim thời lượng dài vĩ đại nhất" của Chaplin," trong khi David Robinson cho rằng nó thể hiện nhà làm phim ở "đỉnh cao vô song như là người sáng tạo của hài kịch tạo hình."
Sau khi phát hành Modern Times, Chaplin cùng Goddard khởi hành cho một chuyến đi dài ngày ở Viễn Đông. Cặp đôi từ chối bình luận về mối quan hệ của họ, và người ta không rõ họ có phải là vợ chồng hay chưa. Ít lâu về sau, Chaplin tiết lộ rằng hai người đã lấy nhau ở Quảng Châu, Trung Quốc, trong chuyến đi này. Tới năm 1938 họ không sống với nhau, vì cả hai đều tập trung hết sức cho công việc riêng; Goddard cuối cùng ly dị Chaplin tại México năm 1942, nói rằng họ không hợp nhau và đã sống ly thân được hơn 1 năm.

### Tranh cãi và danh tiếng suy giảm (1939–1952)

#### The Great Dictator

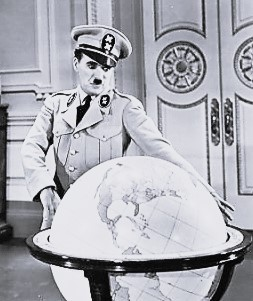
Chaplin chế giễu Adolf Hitler trong The Great Dictator (1940)

Những năm 1940 chứng kiến Chaplin đối diện với một loạt tranh cãi cả trong công việc lẫn đời tư, làm thay đổi vận mệnh và ảnh hưởng nghiêm trọng tới sự nổi tiếng của ông ở Hoa Kỳ. Cuộc tranh cãi đầu tiên đến từ việc ông mạnh dạn thể hiện niềm tin chính trị của mình. Sự trỗi dậy của chủ nghĩa dân tộc quân phiệt của chính trị thế giới những năm 1930 đã làm ông buồn bực, và Chaplin cảm thấy mình không thể nào đặt những vấn đề đó ra ngoài tác phẩm của mình. Những nét tương đồng giữa ông và Adolf Hitler được nhiều người ghi nhận từ lâu: hai người sinh cách nhau có 4 ngày, cả hai vươn lên từ nghèo khổ trở thành nổi tiếng thế giới, và nhà độc tài người Đức có kiểu ria mép bàn chải giống nhân vật Tramp. Chính sự tương đồng về vẻ ngoài này đã cung cấp ngữ cảnh cho cốt truyện của phim tiếp theo của Chaplin, The Great Dictator ("Nhà độc tài vĩ đại") nhằm đả kích trực tiếp Hitler và công kích chủ nghĩa phát xít.
Chaplin dành 2 năm để phát triển kịch bản, và bắt đầu quay vào tháng 9 năm 1939 - chỉ 6 ngày sau khi nước Anh tuyên chiến với Đức. Ông chấp nhận sử dụng đối thoại có tiếng, một phần vì nhận thấy không còn lựa chọn nào khác, nhưng cũng bởi vì ông thấy đó là cách tốt hơn để truyền tải một thông điệp chính trị. Làm một hài kịch về Hitler khi đó được xem là gây tranh cãi lớn, nhưng sự độc lập tài chính của Chaplin cho phép ông bất chấp các rủi ro. "Tôi quyết tâm làm phim này," sau này ông viết, "bởi vì Hitler phải bị cười nhạo." Chaplin thay thế Tramp (vẫn mặc trang phục tương tự) bằng "A Jewish Barber" (Một anh thợ cạo Do Thái), ám chỉ tới niềm tin của đảng Quốc xã rằng Chaplin là một người Do Thái. Trong một màn trình diễn kép ông cũng đóng nhà độc tài "Adenoid Hynkel", nhại theo Hitler.
The Great Dictator mất một năm sản xuất, và phát hành vào tháng 10 năm 1940. Có một lượng quảng cáo khổng lồ xung quanh bộ phim, khiến cho một nhà phê bình trên tờ New York Times gọi nó là "bộ phim được trông đợi nhiều nhất của năm", và thực tế nó trở thành phim có doanh thu lớn nhất của cả một thời đại. Tuy nhiên phần kết phim không được ưa thích và gây tranh cãi. Chaplin kết thúc phim với một diễn văn dài 6 phút trong đó ông nhìn thẳng vào máy quay và hùng hồn tuyên bố những niềm tin cá nhân của mình. Charles J. Maland xem sự truyền giảng công khai này là điểm khởi đầu cho sự suy giảm danh tiếng của Chaplin. Ông viết, "Từ đây, không người hâm mộ phim nào có thể phân tách những ám chỉ chính trị khỏi hình ảnh ngôi sao [của Chaplin]". The Great Dictator nhận 5 đề cử giải Oscar, trong đó có Phim xuất sắc nhất, Kịch bản gốc xuất sắc nhất và Diễn viên nam xuất sắc nhất, nhưng không giành được giải nào.

#### Rắc rối pháp lý và đám cưới với Oona O'Neill
Vào giữa những năm 1940, Chaplin vướng vào một chuỗi các phiên tòa ngốn gần hết thời gian của ông và ảnh hưởng đáng kể tới hình ảnh công chúng của Chaplin. Rắc rối nảy sinh từ mối quan hệ của ông với một nữ diễn viên nhiều tham vọng tên Joan Barry, người mà ông chung sống một cách ngắt quãng giữa tháng 6 năm 1941 và mùa thu năm 1942. Barry, người mắc chứng ám ảnh hoang tưởng và hai lần bị bắt sau khi họ đã chia tay, tái xuất hiện năm sau đó và thông báo rằng cô đang mang đứa con của Chaplin trong bụng. Chaplin bác bỏ tuyên bố này và Barry đâm đơn kiện ra tòa đòi ông có trách nhiệm làm cha.
Giám đốc FBI J. Edgar Hoover, người từ lâu đã nghi ngờ về khuynh hướng chính trị của Chaplin, đã sử dụng cơ hội này để tạo ra những bình luận tiêu cực về ông trên truyền thông. Như một phần của chiến dịch bôi nhọ nhằm phá hoại hình ảnh của Chaplin, FBI đưa tên ông vào 4 cáo trạng liên quan tới vụ Barry. Nghiêm trọng nhất trong số đó là cáo buộc vi phạm Đạo luật Mann cấm chuyên chở phụ nữ qua biên giới các bang vì mục đích tình dục. Sử gia Otto Friedrich gọi điều này là một "sự cáo buộc ngớ ngẩn" từ một "đạo luật cổ lỗ sĩ", nhưng nếu Chaplin bị quy tội, ông sẽ phải đối mặt với án tù lên đến 23 năm. Ba cáo buộc không đủ bằng chứng để đưa ra tòa, nhưng phiên tòa xét theo Đạo luật Mann bắt đầu vào tháng 3 năm 1944. Chaplin được tha bổng sau 2 tuần. Tin tức về vụ kiện thường lên trang đầu các báo, với tờ Newsweek gọi đây là "bê bối quan hệ công chúng lớn nhất kể từ vụ xử tội sát nhân của Fatty Arbuckle năm 1921."

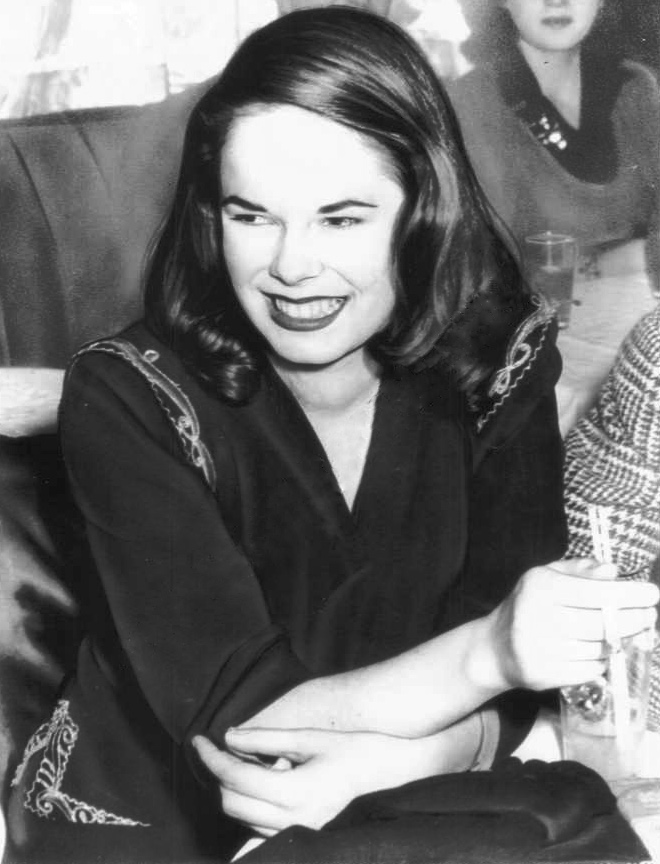
Vợ thứ tư của Chaplin Oona O'Neill, bạn đời từ năm 1943 tới cuối đời và có 8 đứa con với ông.

Đứa con của Barry, Carole Ann, sinh ra vào tháng 10 năm 1944 và đơn kiện được gửi tới tòa vào tháng 2 năm 1945. Sau hai phiên xử gay go, trong đó luật sư bên nguyên cáo buộc ông có "đạo đức đê tiện", tòa tuyên Chaplin là cha đứa trẻ và đòi ông phải chi tiền chu cấp cho đứa trẻ cho đến khi Carole Ann sang tuổi 21, bất chấp bằng chứng y học về xét nghiệm máu cho thấy Chaplin không thể là cha đứa trẻ. FBI gây ảnh hưởng lên cách báo chí đưa tin về vụ kiện, và cung cấp thông tin cho một cây viết chuyên những tin giật gân tên là Hedda Hopper, nhằm mô tả Chaplin theo cách mang nặng tính phê phán.
Tranh cãi bao quanh Chaplin càng tăng khi chỉ 2 tuần sau khi vụ kiện được công bố, Chaplin thông báo đám cưới với người được ông bảo trợ mới nhất, Oona O'Neill – con gái của nhà soạn kịch người Mỹ Eugene O'Neill. Chaplin, bấy giờ 54 tuổi, quen O'Neill 7 tháng trước đó qua một người tuyển diễn viên. Trong tự truyện, Chaplin mô tả cuộc gặp gỡ với O'Neill là "sự kiện hạnh phúc nhất của đời tôi", và nói rằng mình đã tìm thấy "tình yêu hoàn hảo". Con trai của Chaplin, Charles, nói rằng Oona "tôn thờ" Chaplin. Hai người sống với nhau cho đến khi Chaplin mất, và họ sinh 8 người con trong vòng 18 năm: Geraldine Leigh (sinh tháng 7 năm 1944), Michael John (sinh tháng 3 năm 1946), Josephine Hannah (sinh tháng 3 năm 1949), Victoria (sinh tháng 5 năm 1951), Eugene Anthony (sinh tháng 8 năm 1953), Jane Cecil (sinh tháng 5 năm 1957), Annette Emily (sinh tháng 12 năm 1959), và Christopher James (sinh tháng 7 năm 1962).

#### Monsieur Verdouxvà cáo buộc theo cộng sản

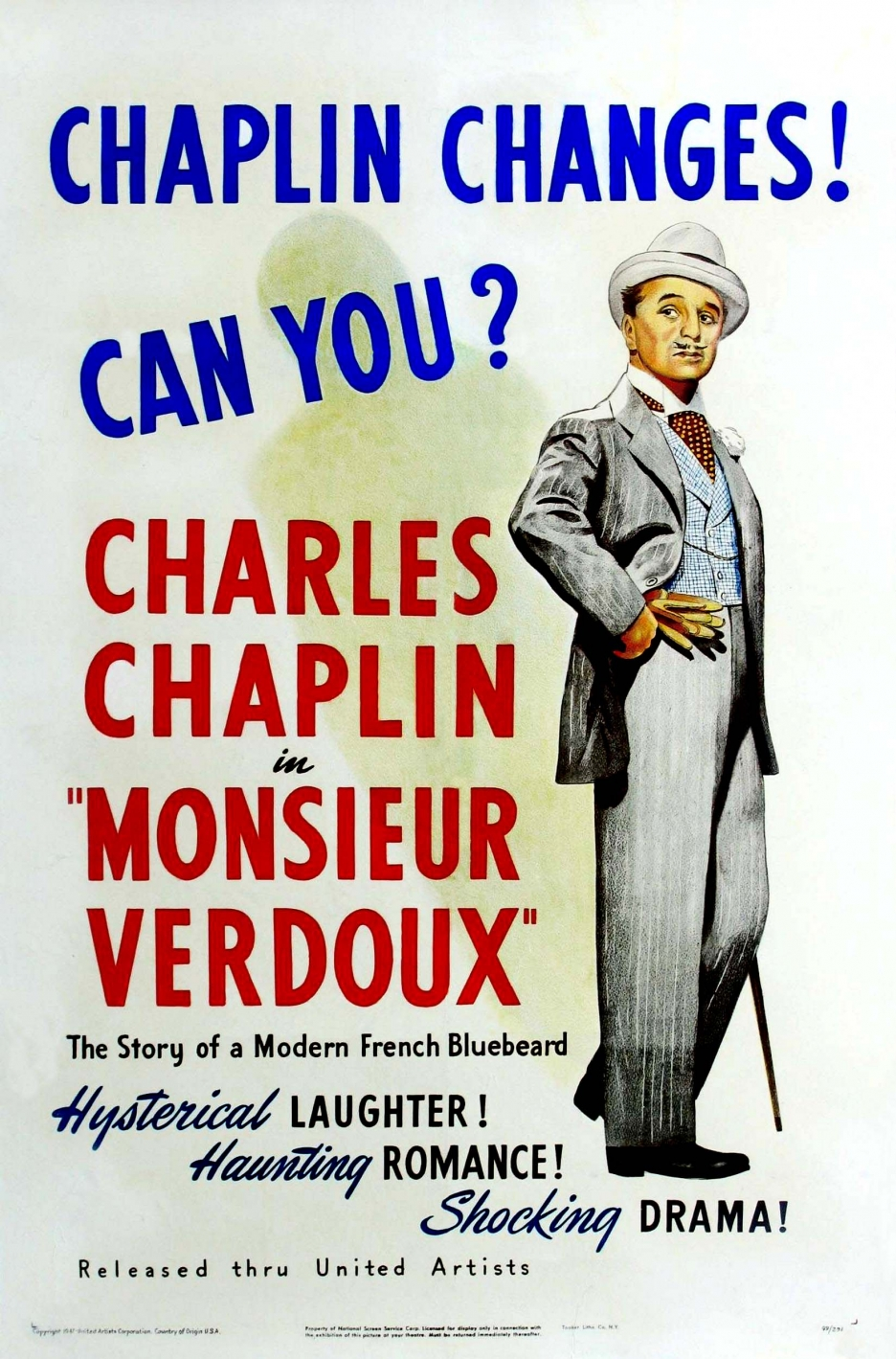
Monsieur Verdoux (1947), một hài kịch đen về một kẻ giết người hàng loạt, đánh dấu một bước chuyển quan trọng đối với Chaplin. Vào thời điểm phát hành ông đã không được yêu thích đến nỗi nó thất bại thảm hại ở Hoa Kỳ.

Chaplin cho rằng các vụ xử liên quan tới Joan Barry đã "làm tê liệt sức sáng tạo" của ông, và phải mất một thời gian sau đó ông mới quay lại làm việc. Tháng 4 năm 1946, cuối cùng ông bắt tay vào quay một dự án phim mà ông phát triển kể từ năm 1942. Monsieur Verdoux ("Quý ông Verdoux") là một hài kịch đen (humour noir), một câu chuyện về một nhân viên ngân hàng người Pháp sau khi bị mất việc bắt đầu kết hôn và mưu sát những góa phụ giàu có để có tiền nuôi gia đình. Chaplin có được cảm hứng từ Orson Welles, người muốn ông sắm vai trong một bộ phim về sát thủ hàng loạt người Pháp Henri Désiré Landru. Chaplin quyết định rằng ý tưởng đó sẽ "làm nên một hài kịch tuyệt vời", và trả Welles 5000 đô la cho ý tưởng này.
Một lần nữa Chaplin không ngần ngại bộc lộ rõ quan điểm chính trị của mình trong Monsieur Verdoux, chỉ trích chủ nghĩa tư bản và lập luận rằng thế giới hiện đại khuyến khích giết người hàng loạt thông qua chiến tranh và vũ khí hủy diệt hàng loạt. Vì điều này, bộ phim gây tranh cãi khi nó được phát hành tháng 4 năm 1947; Chaplin bị người hâm mộ la ó trong buổi chiếu ra mắt, và có người đòi cấm chiếu phim của ông.  Monsieur Verdoux là phim đầu tiên mà Chaplin phát hành thất bại cả về mặt doanh thu lẫn phản hồi của giới phê bình ở Hoa Kỳ. Ở nước ngoài bộ phim thành công hơn, và kịch bản của Chaplin vẫn được đề cử (dù không giành được giải) trong mùa giải Oscar năm đó. Bản thân ông lấy làm tự hào về bộ phim, và viết trong tự truyện của mình rằng, "Monsieur Verdoux là phim khéo léo và xuất chúng nhất tôi từng làm."
Phản ứng tiêu cực với Monsieur Verdoux chủ yếu là kết quả của sự thay đổi của hình ảnh Chaplin trong công chúng. Cùng với sự tổn hại thanh danh do vụ bê bối với Joan Barry, ông còn bị công khai cáo buộc là một người cộng sản. Các hoạt động chính trị của ông ngày càng sôi nổi trong Thế Chiến thứ Hai, khi ông vận động mở Mặt trận thứ hai để giúp Liên Xô và hỗ trợ một số nhóm hữu ái Xô-Mỹ. Chaplin tham dự các hoạt động có mặt viên chức ngoại giao Xô-viết ở Los Angeles. Trong không khí chính trị những năm 1940 ở Hoa Kỳ, những hoạt động như vậy khiến cho Chaplin bị xem, như Larcher viết, "là cấp tiến một cách nguy hiểm và trái đạo đức." FBI đòi trục xuất ông ra khỏi Hoa Kỳ, và đầu năm 1947 họ bắt đầu tung ra một cuộc điều tra chính thức.
Chaplin phủ nhận mình là một người cộng sản, thay vào đó ông tự gọi mình là "một lái buôn hòa bình" (peacemonger),  nhưng ông cảm thấy nỗ lực của chính phủ Mỹ nhằm đàn áp ý thức hệ là một sự vi phạm không thể dung thứ các quyền tự do dân sự. Không chịu im lặng về vấn đề này, ông công khai phản đối những phiên tòa xử các thành viên Đảng Cộng sản Hoa Kỳ và những hoạt động của Ủy ban Hạ viện về Các hoạt động phi-Mỹ (House Committee on Un-American Activities, tức HUAC). Chaplin nhận được trát đòi có mặt trước HUAC, nhưng không bị bắt phải điều trần. Khi những hoạt động của ông được báo chí lan truyền, và nỗi sợ Chiến tranh Lạnh lớn dần, câu hỏi bắt đầu đặt ra về việc ông không nhận được tư cách là công dân Hoa Kỳ. Nhiều người kêu gọi trục xuất Chaplin; Dân biểu John E. Rankin của Mississippi nói trước Quốc hội vào tháng 6 năm 1947: "Chính việc hắn sống tại Hollywood là phương hại tới cơ cấu đạo đức Mỹ. [Nếu hắn bị trục xuất]... có thể tránh được việc những thước phim đáng ghê tởm của hắn lọt vào mắt thanh niên nước Mỹ. Hắn nên bị trục xuất và loại bỏ ngay lập tức."

#### Limelightvà lệnh cấm ở Hoa Kỳ

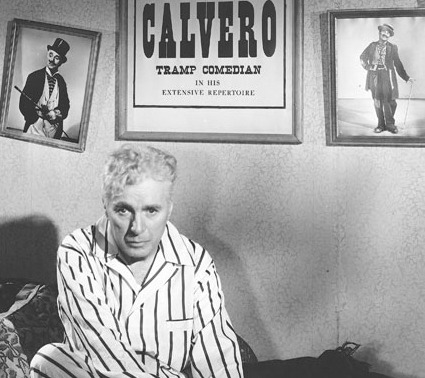
Limelight (1952) là một phim nghiêm túc và có tính tự truyện của Chaplin: nhân vật Cavero, một cựu ngôi sao rạp hát (mô tả ở đây như một "nghệ sĩ hài lang thang") phải đối mặt với danh tiếng sụp đổ.

Mặc dù Chaplin vẫn hoạt động chính trị tích cực những năm sau sự thất bại của Monsieur Verdoux, bộ phim tiếp theo của ông, về một nghệ sĩ hài kịch bị lãng quên và một nữ vũ công ba lê ở Luân Đôn thời Edward không có bóng dáng chính trị nào. Limelight ("Ánh đèn sân khấu") mang đậm tính tự truyện, không chỉ nhắc tới tuổi thơ của Chaplin và đời sống cha mẹ ông, mà còn cả sự đánh mất tên tuổi ở Hoa Kỳ. Dàn diễn viên bao gồm nhiều thành viên trong gia đình ông, bao gồm 5 đứa con lớn tuổi nhất của ông cùng người em cùng mẹ khác cha của ông, Wheeler Dryden.
Sau ba năm chuẩn bị kịch bản, vào tháng 11 năm 1951, phim bắt đầu khởi quay. Phim có giọng điệu nghiêm túc hơn bất cứ phim nào trước đây của ông, và Chaplin thường xuyên sử dụng từ "melancholy" ("u sầu") khi giải thích kế hoạch phim với diễn viên đóng cùng Claire Bloom. Limelight cũng đáng chú ý vì sự góp mặt của Buster Keaton, người Chaplin mời vào vai bạn diễn trong một cảnh phim câm. Đây là lần duy nhất hai nhà làm phim hài lớn nhất của thời đại hợp tác với nhau trên màn ảnh.

Chaplin quyết định khởi chiếu bộ phim đầu tiên ở Luân Đôn, vì đây là nơi đặt bối cảnh phim. Khi rời Los Angeles, ông đã nói ra linh tính rằng mình sẽ không quay trở lại Hoa Kỳ. Ở New York, ông lên tàu RMS Queen Elizabeth cùng với gia đình ngày 18 tháng 9 năm 1952. Ngay ngày hôm sau, Tổng Chưởng lý James P. McGranery thu hồi giấy phép tái nhập cảnh của Chaplin và tuyên bố rằng ông phải thực hiện một cuộc phỏng vấn về quan điểm chính trị và các hành vi đạo đức rồi mới được quay lại Hoa Kỳ. Mặc dù McGranery nói với báo chí rằng ông có "một vụ tố tụng khá thú vị chống lại Chaplin", theo Maland kết luận, dựa trên hồ sơ của FBI công bố vào những năm 1980, chính phủ Hoa Kỳ không có bằng chứng thực sự nào để ngăn cản Chaplin quay lại. Nếu ông đâm đơn xin quay lại, hẳn ông đã có thể nhận được giấy phép. Tuy nhiên, khi Chaplin nhận được điện tín thông báo tin này, ông quyết định cắt đứt mối quan hệ với Hoa Kỳ:
"Việc tôi có quay trở lại cái đất nước bất hạnh đó không chẳng có mấy hệ lụy với tôi. Tôi muốn nói với họ rằng tôi thoát càng sớm khỏi cái bầu không khí bao vây thù địch đó thì càng tốt, rằng tôi đã chán ngấy những thứ xúc phạm và khoa trương của nước Mỹ"
Do tất cả tài sản của ông vẫn còn lại ở Hoa Kỳ, Chaplin kiềm chế không nói bất cứ điều gì tiêu cực thêm về sự kiện này với báo chí. Dù vụ bê bối vẫn trở thành tin sốt dẻo nhưng Chaplin và phim của ông vẫn được chào đón nồng nhiệt ở châu Âu. Trong khi đó ở Hoa Kỳ sự thù địch đối với ông vẫn tiếp tục, và mặc dù Limelight nhận được một vài lời phê bình tích cực, hầu hết các hệ thống rạp chiếu phim tẩy chay phim này. Phản ánh điều này, Maland viết rằng sự suy sụp của Chaplin, từ một mức độ danh tiếng "chưa từng có tiền lệ", "có lẽ là [sự tàn lụi] kịch tính nhất trong lịch sử các ngôi sao điện ảnh ở Hoa Kỳ".

### Những năm ởchâu Âu(1953–1977)

#### Chuyển tới Thụy Sĩ vàA King inNew York
— Tuyên bố báo chí của Chaplin về quyết định không tìm cách tái nhập cảnh Hoa Kỳ
Chaplin không quay lại Hoa Kỳ mà gửi gắm cho vợ giải quyết các vụ việc. Hai người quyết định di cư tới Thụy Sĩ, và tháng 1 năm 1953 cả gia đình chuyển tới điền trang mới mà họ sẽ sống suốt phần đời còn lại: Manoir de Ban, một cơ ngơi rộng 37 mẫu Anh nhìn ra Hồ Genève ở Corsier-sur-Vevey. Chaplin rao bán biệt thự ở Beverly Hills cùng xưởng phim vào tháng 3, và chính thức chấm dứt đăng ký tái nhập cảnh vào tháng 4. Năm sau, vợ ông từ bỏ quyền công dân Hoa Kỳ và nhập quốc tịch Anh. Chaplin cắt đứt mối liên hệ nghề nghiệp cuối cùng với Hoa Kỳ vào năm 1955 khi ông bán nốt phần cổ phiếu còn lại của ông United Artists. Hãng này đã đứng trước những khó khăn tài chính kể từ đầu những năm 40.

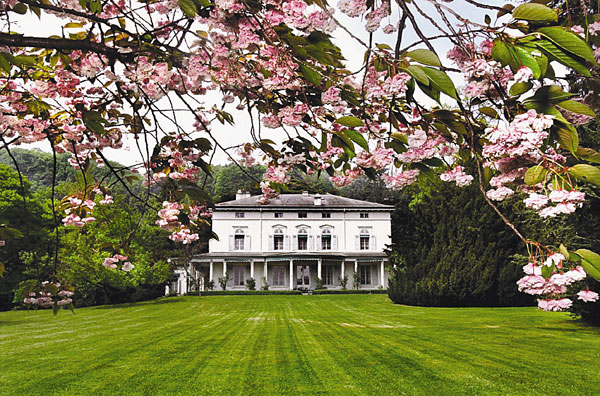
Manoir de Ban, nhà của Chaplin tại Corsier-sur-Vevey, Thụy Sĩ, nay trở thành một khu tưởng niệm

Chaplin vẫn là một nhân vật gây tranh cãi trong suốt những năm 1950, đặc biệt sau khi ông nhận Giải thưởng Hòa bình Quốc tế của Hội đồng Hòa bình Thế giới (do phe Liên Xô kiểm soát), cũng như sau các cuộc gặp với Chu Ân Lai và Nikita Khrushchev. Ông bắt đầu phát triển bộ phim đầu tiên ở châu Âu, A King in New York ("Một vị vua ở New York") từ năm 1954. Trong phim ông xuất hiện như một vị vua lưu đày tìm kiếm tị nạn ở Hoa Kỳ, thể hiện một vài trải nghiệm gần đây của chính mình trong kịch bản. Con trai ông, Michael, đóng vai một cậu bé mà cha mẹ là đối tượng điều tra của FBI, trong khi nhân vật của Chaplin đối diện với những cáo buộc theo chủ nghĩa cộng sản. Trào phúng chính trị chế nhạo HUAC và công kích những yếu tố của văn hóa thập niên 1950-bao gồm chủ nghĩa tiêu dùng, phẫu thuật thẩm mỹ và phim màn ảnh rộng. Trong một bài phê bình, nhà viết kịch John Osborne gọi đây là phim "cay đắng nhất" và "có tính cá nhân công khai nhất" của Chaplin.
Chaplin thành lập một hãng sản xuất phim mới, Attica, và sử dụng Hãng phim Shepperton để quay phim. Việc quay phim ở Anh gặp nhiều khó khăn, vì ông quen với xưởng phim của riêng mình ở Hollywood cùng dàn nhân sự quen thuộc, và không còn có thời gian sản xuất không giới hạn nữa. Theo Robinson, điều này để lại ảnh hưởng tiêu cực lên chất lượng của bộ phim. A King in New York phát hành tháng 9 năm 1957, và nhận được những lời khen chê trái ngược. Chaplin cấm các phóng viên Hoa Kỳ trong buổi khởi chiếu ở Paris, và quyết định không phát hành phim ở Hoa Kỳ. Điều này đã ảnh hưởng nặng nề tới doanh thu của bộ phim, mặc dù nó ít nhiều thành công về mặt thương mại ở châu Âu. A King in New York chỉ được chiếu ở Mỹ từ năm 1973.

#### Những tác phẩm cuối cùng và danh tiếng trở lại

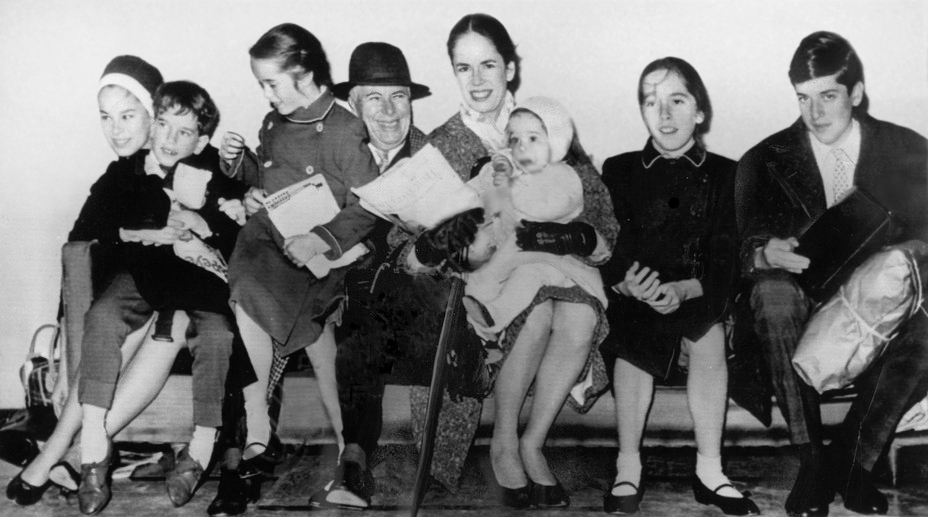
Chaplin cùng với vợ Oona và 6 người con trong bức ảnh năm 1961

Vào hai thập niên cuối sự nghiệp, Chaplin tập trung vào việc biên tập lại và ghi âm thanh các phim cũ để tái phát hành, cùng với tìm cách bảo đảm quyền sở hữu và phân phối chúng. Trong một cuộc phỏng vấn năm 1959, nhân dịp sinh nhật lần thứ 70, Chaplin khẳng định rằng vẫn có "chỗ cho Con người Nhỏ bé trong kỉ nguyên nguyên tử". Sản phẩm làm lại đầu tiên mang tên The Chaplin Revue (1959), bao gồm phiên bản mới của A Dog's Life, Shoulder Arms, và The Pilgrim.
Ở Hoa Kỳ, bầu không khí chính trị bắt đầu thay đổi và sự quan tâm một lần nữa hướng vào phim của Chaplin thay vì những quan điểm của ông. Tháng 6 năm 1962, The New York Times viết một xã luận khẳng định rằng "chúng tôi không tin rằng nền Cộng hòa sẽ bị nguy hiểm nếu anh chàng lang thang bé nhỏ bị quên lãng của ngày hôm qua được phép thả bước xuống tàu hay lên máy bay vào một cảng của nước Mỹ". Cùng tháng đó, Chaplin nhận bằng danh dự Tiến sĩ Văn chương từ các trường Đại học Oxford và Durham. Tháng 11 năm 1963, Rạp hát Plaza ở New York bắt đầu chiếu một sê-ri trong một năm toàn phim Chaplin, bao gồm cả Monsieur Verdoux và Limelight, và nhận được những phê bình xuất sắc từ giới phê bình Mỹ. Tháng 9 năm 1964 chứng kiến việc phát hành hồi ký của Chaplin mang tên "My Autobiography" ("Tự truyện của tôi"), mà ông đã bắt tay vào viết từ năm 1957. Cuốn sách dài 500 trang, tập trung vào những năm đầu đời và đời sống cá nhân của ông, trở thành sách bán chạy trên toàn cầu, bất chấp những chỉ trích rằng nó thiếu những thông tin liên quan tới sự nghiệp làm phim của ông.
Ít lâu sau khi công bố hồi ký, Chaplin bắt đầu thực hiện A Countess from Hong Kong ("Một nữ bá tước từ Hồng Kông", 1967), một hài kịch lãng mạn dựa trên một kịch bản mà ông viết dành cho Paulette Goddard vào những năm 1930. Đặt bối cảnh trên một tàu biển, phim có sự góp mặt của Marlon Brando trong vai một đại sứ Mỹ và Sophia Loren trong vai người đi lậu vé tìm thấy trong cabin của ông. Phim này khác với những tác phẩm trước đây ở nhiều điểm. Nó là phim đầu tiên sử dụng Technicolor và định dạng màn ảnh rộng, trong khi ông tập trung vào công tác đạo diễn và xuất hiện trên màn ảnh chỉ trong một vai phụ như một người phục vụ trên tàu bị say sóng. Ông cũng ký hợp đồng với Universal Pictures và bổ nhiệm trợ lý của mình, Jerome Epstein, làm nhà sản xuất. A Countess from Hong Kong khởi chiếu tháng 1 năm 1967, nhận được những phê bình bất lợi và cuối cùng thất bại ở phòng vé. Chaplin bị phản ứng tiêu cực về phim này làm tổn thương sâu sắc, và bộ phim này rốt cuộc là bộ phim cuối cùng của ông.

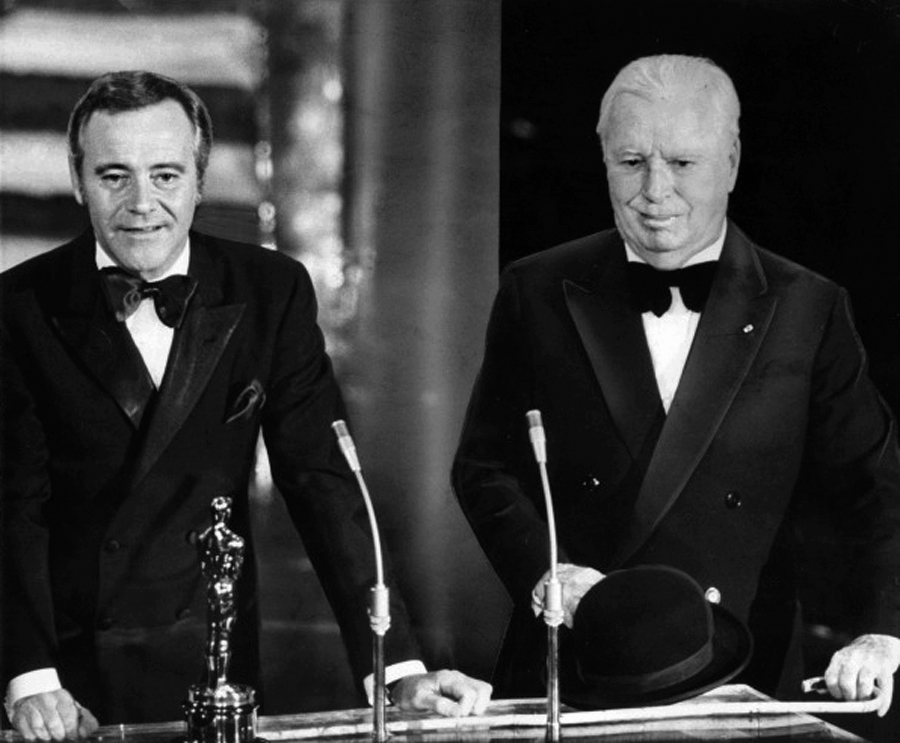
Chaplin (bên phải) nhận Giải Oscar danh dự từ Jack Lemmon năm 1972. Đây cũng là lần đầu tiên ông quay lại Hoa Kỳ sau 20 năm.

Chaplin hứng chịu một chuỗi các cơn đột quỵ ngắn vào cuối những năm 1960, đánh dấu sự bắt đầu quá trình sức khỏe ông suy yếu từ từ. Bất chấp những trở ngại, ông sớm trở lại viết một kịch bản phim mới, The Freak ("Quái vật"), một câu truyện về một cô gái có cánh xuất hiện ở Nam Mỹ, mà ông dự định để dành cho con gái của mình Victoria. Sức khỏe mong manh của ông ngăn cản dự án trở thành hiện thực. Đầu những năm 1970, Chaplin tập trung vào việc tái phát hành các phim cũ, bao gồm The Kid và The Circus. Năm 1971, ông nhận Bắc Đẩu Bội tinh hạng hai tại Liên hoan Phim Cannes. Năm sau đó, ông nhận được một giải thưởng ghi nhận đặc biệt trong Liên hoan Phim Venice.
Năm 1972, Viện Hàn lâm Khoa học và Nghệ thuật Điện ảnh dành tặng Chaplin một Giải thưởng danh dự, mà Robinson xem là một dấu hiệu rằng nước Mỹ "muốn thực hiện những đổi thay". Chaplin ban đầu ngập ngừng về việc có nên chấp nhận, nhưng cuối cùng đã quyết định trở lại Hoa Kỳ lần đầu tiên trong 20 năm. Chuyến thăm thu hút một lượng lớn tin bài từ truyền thông, và ở đêm trao giải Oscar năm đó ông nhận được công chúng hiện diện đứng dậy vỗ tay 12 phút liên tục, đó là tràng pháo tay lâu nhất trong lịch sử giải Oscar. Xúc động lộ ra ngoài vẻ mặt, Chaplin nhận giải thưởng đề "dành cho tác động không thể đo đếm được của ông trong việc đưa điện ảnh thành hình thức nghệ thuật của thế kỉ này".
Mặc dù Chaplin vẫn có kế hoạch cho những dự án phim tương lai, tới giữa những năm 1970 ông đã rất yếu. Ông chịu thêm vài lần đột quỵ nữa, khiến ông bắt đầu giao tiếp khó khăn và buộc phải dùng tới xe lăn. Những dự án cuối cùng của ông bao gồm việc dựng một tiểu sử bằng ảnh, My Life in Pictures (1974) và ghi âm A Woman of Paris để phát hành năm 1976. Ông cũng xuất hiện trong một phim tài liệu về cuộc đời mình, The Gentleman Tramp (1975), do Richard Patterson đạo diễn. Trong danh sách Vinh danh nhân dịp năm mới 1975, Chaplin được Nữ hoàng Elizabeth II ban tước hiệp sĩ..

#### Qua đời

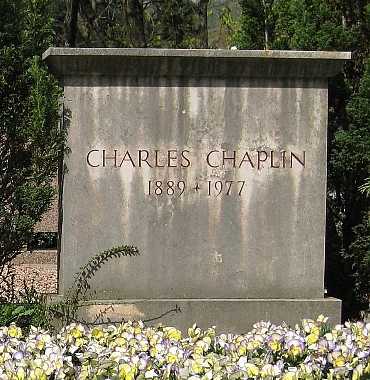
Mộ của Chaplin tại Corsier-sur-Vevey, Thụy Sĩ.

Tới tháng 10 năm 1977, sức khỏe Chaplin đã suy yếu đến độ ông cần đến người thường trực chăm sóc. Vào sáng sớm ngày Lễ Giáng sinh) năm đó, ông qua đời tại nhà sau cơn đột quỵ lần cuối cùng trong lúc ngủ, thọ 88 tuổi.
Đám tang được tổ chức vào ngày 27 tháng 12 theo nghi lễ Anh giáo, quy mô nhỏ và riêng tư, theo nguyện vọng của ông. Thi hài ông được mai táng ở nghĩa trang Corsier-sur-Vevey. Trong số các lời phúng điếu từ giới làm phim, đạo diễn René Clair viết, "Ông là một tượng đài của điện ảnh, của tất cả quốc gia và mọi thời đại... món quà đẹp đẽ nhất điện ảnh đã dành cho chúng ta." Diễn viên Bob Hope tuyên bố, "Chúng ta may mắn được sống trong thời đại của ông."
Ngày 1 tháng 3 năm 1978, quan tài của Chaplin bị đào lấy cắp bởi hai người di cư không việc làm. Thi thể bị giữ làm con tin để đòi tiền chuộc từ Oona Chaplin. Hai tay đào trộm mộ bị bắt trong một chiến dịch lớn của cảnh sát vào tháng 5, sau đó quan tài của Chaplin được tìm thấy bị chôn trên một cánh đồng ở làng Noville gần đó. Thi hài được đem hoàn táng tại vị trí cũ ở nghĩa trang Corsier-sur-Vevey và lần này được vây kín bằng bê tông cốt thép. Câu chuyện về vụ thi hài của ông bị đánh cắp này đã được dựng thành phim "Cái giá của sự nổi tiếng" (nguyên văn tiêu đề tiếng Pháp La Rançon de la gloire), với kịch bản của Xavier Beauvois và Etienne Comar, đạo diễn Xavier Beauvois. Phim có sự tham gia diễn xuất của người con trai vua hề, Eugene Chaplin.

## Phong cách làm phim

### Ảnh hưởng
Chaplin tin rằng người đầu tiên ảnh hưởng tới sự nghiệp của ông chính là mẹ ông. Khi ông còn bé bà thường làm trò cho con xem bằng cách ngồi bên cửa sổ và bắt chước cử chỉ người qua đường. "Chính là nhờ quan sát bà mà tôi học được không chỉ cách thể hiện cảm xúc bằng tay và nét mặt, mà cả cách quan sát và nghiên cứu con người." Những năm đầu, việc Chaplin diễn ở rạp hát cho phép ông quan sát các nghệ sĩ hài sân khấu làm việc,và ông cũng dự các buổi diễn kịch câm tại Nhà hát Hoàng gia, Ngõ Drury (Luân Đôn), nơi ông nghiên cứu nghệ thuật diễn hài từ các nghệ sĩ như Dan Leno. Những năm làm việc cho công ty Fred Karno đã có tác động hình thành nên vai trò diễn viên và nhà làm phim của Chaplin. Simon Louvish viết rằng công ty chính là "sân tập" của ông, và đây chính là nơi Chaplin học được cách thay đổi tiết tấu trong hài kịch của mình. Quan niệm kết hợp giữa tính cảm động và tính gây cười ông đã học được từ Karno, người cùng sử dụng những yếu tố phi lý sẽ trở thành quen thuộc trong các màn hài hước của Chaplin sau này. Chaplin đã dựa trên các tác phẩm của nhà hài kịch người Pháp Max Linder, mà ông hết sức ngưỡng mộ để đúc rút ra các phong cách cho riêng mình. Trong quá trình phát triển hình tượng và trang phục, ông có vẻ đã lấy cảm hứng từ khung cảnh kịch vui Mỹ trong đó những nhân vật lang thang là khá phổ biến.

### Phương pháp

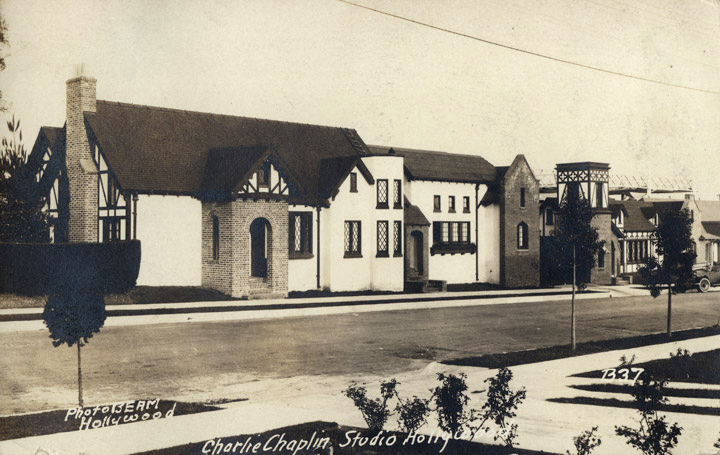
Một bức ảnh chụp Xưởng phim Charlie Chaplin năm 1922. Đây là nơi sản xuất tất cả các phim của Chaplin những năm 1918-1952.

Chaplin không bao giờ nói về phương pháp làm phim của mình, trừ vài lời lướt qua, nói rằng tiết lộ như vậy chẳng khác nào một nhà ảo thuật đi kể mánh màn ảo thuật của chính mình. Khi ông còn sống người ta ít biết về quy trình làm việc của ông, nhưng những nghiên cứu từ các sử gia điện ảnh - đặc biệt là những phát hiện của Kevin Brownlow và David Gill trình bày trong bộ phim tài liệu ba phần Unknown Chaplin (1983) – đã tiết lộ phương pháp làm việc độc nhất vô nhị của ông.
Trước khi ông bắt đầu làm phim có hội thoại đầu tiên là The Great Dictator, Chaplin không bao giờ quay với một kịch bản hoàn thành đầy đủ. Nhiều phim thời kỳ đầu của ông chỉ bắt đầu với một tiêu đề rất mơ hồ - chẳng hạn "Charlie bước vào một spa chăm sóc sức khỏe" hay "Charlie làm việc trong một cửa hàng cầm đồ." Sau đó ông bắt đầu xây dựng các bối cảnh và làm việc với công ty cung ứng của mình để ứng biến các tiết tấu vui cùng những "diễn xuất" xung quanh chúng, hầu như luôn tạo ra ý tưởng mới liên tục trong phim. Vì các ý tưởng được chấp nhận hoặc bác bỏ liên tục, một cấu trúc lời thoại sẽ dần dần hình thành, thường xuyên khiến Chaplin phải quay lại một cảnh đã được hoàn thành trước đó để khiến nó không bị mâu thuẫn với toàn bộ cốt truyện. Kể từ A Woman of Paris trở đi Chaplin bắt đầu quá trình làm phim với cốt truyện đã được chuẩn bị trước, nhưng Robinson viết rằng mọi phim của Chaplin cho tới Modern Times vẫn "trải qua vô số biến hóa và hoán đổi trước khi cốt truyện có được kết cấu hoàn chỉnh cuối cùng."
Sản xuất phim theo lối này đòi hỏi Chaplin tốn nhiều thời gian để hoàn thành các tựa phim hơn hầu hết mọi nhà làm phim đương thời. Nếu một lúc nào ông cảm thấy thiếu ý tưởng thì ông thường tạm nghỉ quay, những đợt nghỉ quay này có thể kéo dài vài ngày, trong khi ông vẫn bắt xưởng phim phải sẵn sàng làm việc ngay khi cảm hứng của mình trở lại. Cuối cùng, tính cầu toàn khắt khe của Chaplin càng trì hoãn quá trình làm phim hơn nữa. Theo một người bạn của ông là Ivor Montagu, "không có gì khác, chỉ có sự hoàn hảo mới chấp nhận được" đối với Chaplin. Vì trong phần lớn sự nghiệp ông dùng tiền của chính mình để làm phim, Chaplin được hoàn toàn tự do làm theo ý mình mình và thoải mái quay bao nhiêu cảnh tùy thích. Số cảnh quay thường khá thừa thãi, chẳng hạn trong The Kid trung bình mỗi cảnh quay cuối cùng chấp nhận được là kết quả của 53 lần quay đi quay lại. Với The Immigrant, một phim dài 20 phút, Chaplin quay tới tầm 12 nghìn mét phim – đủ cho cả một bộ phim thời lượng dài thông thường.
—theo người viết tiểu sử Chaplin David Robinson
Mô tả phương pháp làm việc của chính mình là một "sự kiên trì tuyệt đối tới độ điên rồ", việc sản xuất một bộ phim hoàn toàn chiếm hết thời gian của Chaplin. Robinson viết rằng ngay cả trong những năm về sau, các tác phẩm tiếp tục "là ưu tiên cao hơn mọi thứ và mọi người khác" đối với Chaplin. Sự kết hợp của sự ứng biến câu chuyện và tính chu toàn không bao giờ suy suyển - dẫn đến nhiều ngày nỗ lực và hàng nghìn thước phim bị vứt bỏ, cùng với nó là chi phí khổng lồ - thường xuyên khiến Chaplin bị mệt mỏi. Vào những lúc thất vọng, ông thường lớn tiếng mắng nhiếc diễn viên và đoàn làm phim của mình.
Chaplin có toàn quyền kiểm soát các phim mình làm, tới mức ông thường diễn mẫu cho các diễn viên của ông và đòi hỏi họ phải bắt chước ông một cách chính xác. Ông cũng tự tay biên tập tất cả các phim của mình, rà soát qua những lượng lớn các thước phim đã quay để tạo nên chính xác bộ phim mà ông mong muốn. Vì sự độc lập hoàn toàn này, sử gia điện ảnh Andrew Sarris đã xem ông như là một trong những nhà làm phim-"tác giả" ("auteur") đầu tiên. Tuy nhiên Chaplin cũng nhận nhiều sự giúp đỡ, đáng chú ý là từ nhà quay phim lâu năm của ông Roland Totheroh, anh trai ông Sydney Chaplin, và một loạt trợ lý đạo diễn như Harry Crocker và Charles Reisner.

### Phong cách và chủ đề
Trong khi phong cách hài kịch của Chaplin thường được định nghĩa rộng rãi là pha trò (tiếng Anh: "slapstick"), nó được xem là có chừng mực và khá thông minh, điều mà sử gia điện ảnh Philip Kemp mô tả là sự kết hợp giữa "hài kịch câm, dáng điệu ba lê và các trò gây cười dựa vào bối cảnh đáng suy nghĩ". Chaplin tách mình ra khỏi lối diễn hài thông thường bằng việc kéo chậm lại nhịp điệu và rút đi nét hài hước của mỗi cảnh, tập trung nhiều hơn vào phát triển quan hệ giữa người xem đối với nhân vật. Không giống hài kịch thông thường, Robinson khẳng định rằng những thời điểm hài hước trong phim Chaplin đặt trọng tâm vào thái độ của nhân vật Tramp với những thứ xảy ra với anh ta: tính hài hước không đến từ việc Tramp vấp vào cái cây, mà từ cách anh nhấc cái mũ ra để xin lỗi cái cây. Dan Kamin viết rằng "trường phái kiểu cách kỳ quặc" và "lối xử sự nghiêm túc trong những hành động khôi hài" là những đặc trưng quan trọng khác trong hài kịch của Chaplin, trong khi những biến đổi sự vật mang tính siêu thực và việc sử dụng các kỹ xảo máy quay cũng là những đặc điểm thường gặp trong phim Chaplin.
Các phim câm của Chaplin thông thường đi theo mô-típ mô tả những nỗ lực của nhân vật Tramp để tồn tại trong một thế giới thù địch. Nhân vật sống trong cảnh nghèo nàn và thường xuyên bị đối xử tệ bạc, nhưng vẫn luôn tử tế và lạc quan; thách thức vị trí xã hội của mình, anh ta tìm cách muốn được người ta xem là một quý ông lịch lãm. Như Chaplin từng nói vào năm 1925, "Điểm chung của Anh chàng Bé nhỏ là dù cho đời sống anh ta có khổ cực đến đâu, dù cho người đời có thành công trong việc hành hạ anh ta đến mấy, anh ta vẫn là một con người đầy phẩm cách." Tramp thách thức các nhân vật quyền lực và "cho đi những gì anh ta có", khiến cho Robinson cùng Louvish xem nhân vật này như một đại diện cho những con người bị thiệt thòi - một kẻ bình thường như bất cứ ai, trở thành một người cứu rỗi anh hùng". Hansmeyer ghi nhận rằng một số phim của Chaplin giống nhau ở chỗ kết thúc với cảnh "Tramp không nhà cửa và cô đơn [bước đi] một cách lạc quan... về phía mặt trời lặn... để tiếp tục cuộc hành trình của mình".
—Chaplin giải thích tại sao ông thường biến những tình huống đau thương thành trò khôi hài
Sự trộn lẫn tính cảm động và pha trò là một đặc trưng nổi tiếng trong các tác phẩm của Chaplin, và Larcher ghi nhận danh tiếng của ông trong việc "khiến người xem cười ra nước mắt". Tính cảm động trong phim của ông đến từ nhiều nguồn khác nhau, theo Louvish nhận diện là từ "những thất bại cá nhân, sự cứng nhắc của xã hội, thảm họa kinh tế, và những yếu tố khác." Chaplin đôi khi dựa trên các sự kiện bi thương khi tạo nên phim của mình, như trường hợp bộ phim The Gold Rush (1925) của ông đã chịu ảnh hưởng từ số phận của Donner Party. Constance B. Kuriyama đã chỉ ra những chủ đề nghiêm túc ngầm ẩn trong các hài kịch ban đầu của ông, như tính tham lam (The Gold Rush) và sự mất mát (The Kid). Chaplin cũng đã đả động tới những chủ đề gây tranh cãi: nhập cư (The Immigrant, 1917); con hoang (The Kid, 1921); và sử dụng thuốc kích thích (Easy Street, 1917). Ông thường khám phá các chủ đề này một cách mỉa mai, tạo dựng hài kịch từ sự đau khổ.

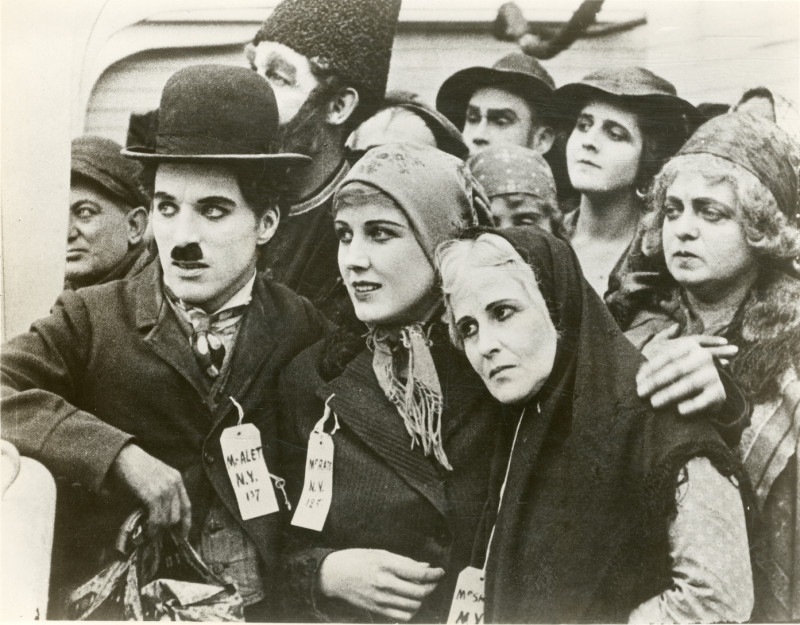
Với Edna Purviance trong The Immigrant (1917)

Bình luận xã hội là một đặc điểm của phim Charlin ngay từ giai đoạn đầu sự nghiệp, khi ông minh họa những người thua thiệt trong xã hội với sự thương cảm và tô đậm những nỗi cơ cực của người nghèo. Sau đó, ông tỏ ra quan tâm đặc biệt đến kinh tế học và cảm thấy bắt buộc phải thể hiện những quan điểm của mình trong các bộ phim, và Chaplin bắt đầu kết hợp những thông điệp mang tính chính trị trong phim của ông. Modern Times (1936) thể hiện những người thợ trong xí nghiệp làm việc dưới những điều kiện thảm hại, The Great Dictator (1940) chế nhạo cả Adolf Hitler lẫn Benito Mussolini và kết thúc với một diễn văn lên án chủ nghĩa dân tộc, Monsieur Verdoux (1947) lên án chiến tranh và chủ nghĩa tư bản, còn A King in New York (1957) tấn công chủ nghĩa McCarthy.
Một vài phim của Chaplin cũng tích hợp các yếu tố tự truyện, và nhà phân tâm học Sigmund Freud tin rằng Chaplin "luôn tái hiện chính mình sống lại thời niên thiếu vất vả của ông". The Kid được cho là phản ánh nỗi đau của Chaplin khi bị gửi vào trại trẻ mồ côi từ lúc nhỏ, trong khi các nhân vật chính trong Limelight (1952) rõ ràng mượn những yếu tố từ cuộc đời cha mẹ ông, còn A King in New York phản ánh trải nghiệm bị người đời xa lánh ở Hoa Kỳ của Chaplin. Nhiều cảnh quay của ông, đặc biệt là những cảnh đường phố, có sự tương đồng mạnh mẽ với phố Kennington, nơi ông lớn lên. Stephen M. Weissman lập luận rằng mối quan hệ căng thẳng giữa Chaplin và người mẹ mắc bệnh tâm thần thường xuyên được phản ánh trong các nhân vật nữ của ông cũng như giải thích tại sao nhân vật Tramp luôn mong muốn cứu vớt họ.
Về cấu trúc các phim của Chaplin, học giả Gerald Mast xem chúng bao gồm những cảnh kịch vui ngắn, gắn lại với nhau bởi cùng chủ đề và bối cảnh, hơn là có một cốt truyện thống nhất chặt chẽ. Về mặt hình ảnh, phim của ông đơn giản và thường tiết kiệm, không hoành tráng, có những cảnh trông như thể được dựng trên một sân khấu. Cách tiếp cận của ông đối với việc quay phim được đạo diễn nghệ thuật Eugène Lourié mô tả: "Chaplin không nghĩ về những hình ảnh "nghệ thuật" khi ông đang quay. Ông tin rằng hành động là điều chủ yếu. Máy quay ở đó chỉ là để chụp được hành động của diễn viên". Trong tự truyện của mình, Chaplin cũng viết, "Tính đơn giản là tuyệt vời nhất... các hiệu ứng hoa mỹ kéo chậm hành động, chúng gây chán ngán và chẳng có gì thú vị... Máy quay không nên can thiệp quá sâu." Kể từ thập niên 1940, cách tiếp cận này đã dẫn đến những chỉ trích là "lỗi thời", trong khi nhà nghiên cứu điện ảnh Donald McCaffrey lại xem đó là một dấu hiệu rằng Chaplin chưa bao giờ hoàn toàn hiểu điện ảnh như là một môi trường (tách biệt với sân khấu). Tuy nhiên Kamin bình luận rằng tài năng hài kịch của Chaplin sẽ không đủ để người ta thấy buồn cười mãi bên màn ảnh nếu ông không có "khả năng nhận thức và chỉ đạo những cảnh quay đặc thù cho môi trường điện ảnh".

### Soạn nhạc

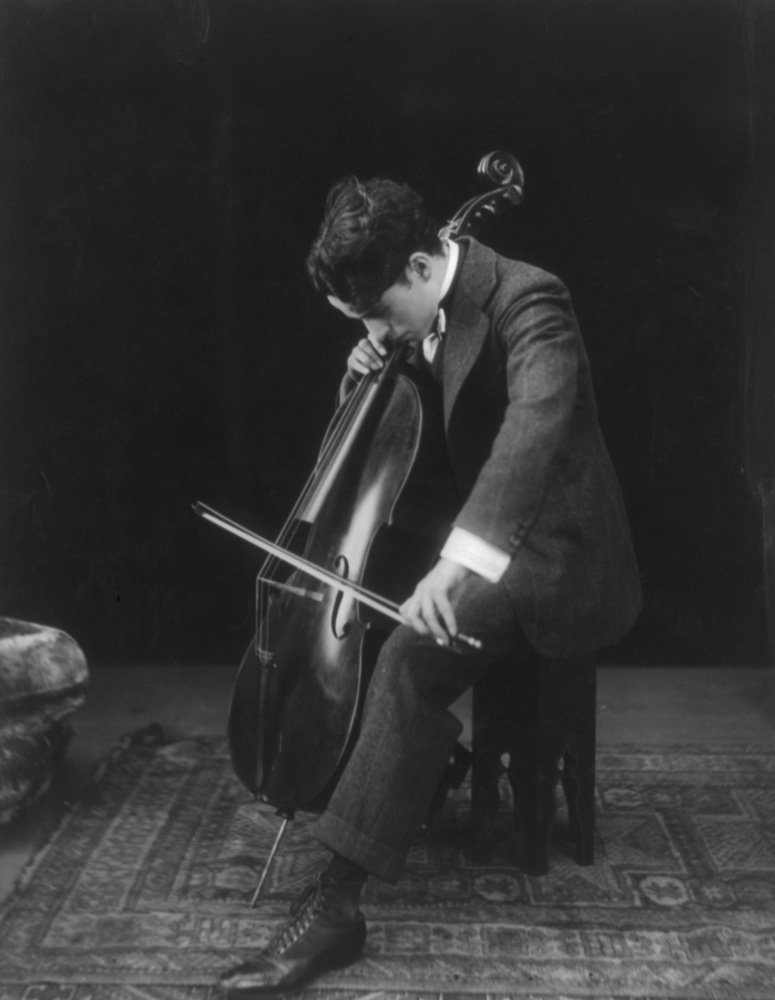
Chaplin chơi cello, 1915

Chaplin có sự đam mê dành cho âm nhạc từ nhỏ, và ông đã tự học chơi piano, violin và cello. Ông coi trọng kết hợp âm nhạc vào phim, và kể từ A Woman of Paris trở đi ông ngày càng quan tâm tới mảng này. Với sự ra đời của công nghệ âm thanh, Chaplin bắt đầu sử dụng một bản ghi dàn nhạc đồng bộ - do chính ông sáng tác - cho City Lights (1931). Kể từ đó ông sáng tác các bản nhạc cho tất cả những phim của mình, và từ cuối những năm 1950 tới cuối đời, ông dành thời gian để ghi âm nhạc cho tất cả các phim câm thời lượng dài và cả các phim ngắn trước kia của ông.
Vì Chaplin không được học về nhạc, ông không thể đọc khuôn nhạc và cần sự giúp đỡ của những nhà soạn nhạc chuyên nghiệp, như David Raksin, Raymond Rasch và Eric James, khi soạn các bài nhạc. Mặc dù vài nhà phê bình tuyên bố rằng việc ghi nhận công lao cho các nhạc phim của ông phải dành cho những nhạc sĩ làm việc với ông, bản thân Raksin – người cộng tác với ông trong Modern Times – đã nhấn mạnh khả năng sáng tạo và sự tham gia tích cực của Chaplin vào quá trình sáng tác. Quá trình này, đôi khi kéo dài hàng tháng, bắt đầu với việc Chaplin mô tả cho các nhà soạn nhạc chính xác cái ông muốn và tự ông hát hoặc chơi các giai điệu mà ông ứng tấu trên piano. Những giai điệu này được phát triển thông qua sự hợp tác chặt chẽ giữa các nhạc sĩ và Chaplin. Theo sử gia điện ảnh Jeffrey Vance, "mặc dù ông phụ thuộc vào các đồng sự trong việc sắp xếp phối khí phức tạp và biến tấu, ý tưởng âm nhạc là của ông, và không có nốt nhạc nào trong các bản ghi âm của Chaplin lại không có sự đồng ý của chính ông."
Chaplin đã sáng tác ba ca khúc nổi tiếng. "Smile", ban đầu viết cho Modern Times (1936) và về sau đặt lời bởi John Turner (nhà thơ) và Geoffrey Parsons, đã trở thành ca khúc hit cho Nat King Cole vào năm 1954. Để dành cho Limelight, Chaplin viết ra "Terry's Theme", từng nổi tiếng với sự trình bày của Jimmy Young dưới tên "Eternally" (1952). Cuối cùng, "This Is My Song", do Petula Clark trình bày trong phim A Countess from Hong Kong (1967), vươn lên số một trong các bảng xếp hạng ở Anh và nhiều nước châu Âu. Chaplin cũng nhận được giải Oscar duy nhất (không tính các giải danh dự) cho sáng tác nhạc, đó là ca khúc chủ đề cho Limelight giật Giải Oscar cho nhạc phim hay nhất năm 1973 sau khi phim được tái phát hành.

## Di sản

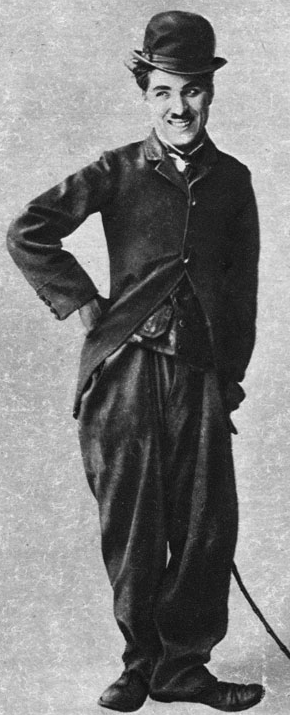
Chaplin hình thành nhân vật Tramp (Charlot) năm 1915, được xem là "biểu tượng phổ biến nhất" của điện ảnh

Năm 1998, nhà phê bình điện ảnh Andrew Sarris gọi Chaplin "có lẽ là nghệ sĩ đơn lẻ quan trọng nhất mà nền điện ảnh từng sinh ra, và chắc chắn là nghệ sĩ trình diễn phi thường nhất và hẳn vẫn là biểu tượng phổ biến nhất của nó". Ông được Viện Phim Anh mô tả là "một nhân vật xuất chúng tột bậc của văn hóa thế giới", và tạp chí Time xếp ông vào danh sách 100 nhân vật quan trọng nhất thế kỷ XX vì "tiếng cười [mà ông đem lại] cho hàng triệu người" và bởi ông "ít nhiều đã sáng tạo nên tính ghi nhận toàn cầu và giúp chuyển đổi một nền công nghiệp [điện ảnh] trở thành một môn nghệ thuật".
Hình ảnh nhân vật Tramp đã trở thành một phần của lịch sử văn hóa; theo Simon Louvish, nhân vật này có thể nhận ra được với cả những người chưa từng xem một phim của Chaplin, và ở những nơi mà phim của ông chưa từng được chiếu. Nhà phê bình Leonard Maltin đã viết về đặc tính "độc nhất" và "bất hủ" của Tramp, và khẳng định rằng không một nghệ sĩ hài nào có thể so bì với ông về "tầm ảnh hưởng toàn thế giới". Ca ngợi nhân vật Tramp, Richard Schickel gợi ý rằng các phim Chaplin với Tramp chứa đựng "những biểu hiện hùng hồn nhất, giàu tính hài hước nhất của tinh thần nhân văn" trong lịch sử điện ảnh. Những vật kỷ niệm liên hệ với nhân vật vẫn tạo ra những vụ đấu giá giá trị lớn: năm 2006 một chiếc mũ quả dưa và một cây gậy trúc từng thuộc về phục trang của Tramp được bán với giá 140 nghìn đô la tại một cuộc đấu giá ở Los Angeles.
Với tư cách nhà làm phim, Chaplin được xem như một nhà tiên phong và một trong những nhân vật quan trọng nhất của điện ảnh nửa đầu thế kỷ XX. Người ta vẫn thường ghi nhận ông như một trong những nghệ sĩ đầu tiên của môi trường nghệ thuật này Sử gia điện ảnh Mark Cousins viết rằng Chaplin "đã thay đổi không chỉ hình tượng về điện ảnh, mà cả tính xã hội học và cú pháp của nó" và khẳng định rằng Chaplin quan trọng với sự phát triển của thể loại hài kịch cũng như D.W. Griffith quan trọng đối với chính kịch. Ông là người đầu tiên phổ biến các phim hài thời lượng dài và làm chậm lại nhịp độ diễn xuất, thêm vào tính cảm động và sự tinh tế. Mặc dầu các tác phẩm của ông thường được xếp vào thể loại pha trò, các phim chính kịch của Chaplin như A Woman of Paris (1923) có ảnh hưởng quan trọng lên phim The Marriage Circle (1924) của Ernst Lubitsch và do đó đóng một phần vào sự phát triển của "hài kịch tinh xảo". Theo David Robinson, những cải tiến của Chaplin "nhanh chóng được đồng hóa thành một phần của công nghệ làm phim." Các nhà làm phim dẫn Chaplin ra như một nguồn ảnh hưởng đối với họ: Federico Fellini, người gọi Chaplin là "một kiểu Adam, mà từ đó tất cả chúng ta sinh ra"), Jacques Tati ("Không có ông ấy tôi sẽ không bao giờ làm một bộ phim nào"), René Clair ("Ông đã gây cảm ứng cho hầu như mọi nhà làm phim"), Michael Powell, Billy Wilder, và Richard Attenborough. Andrei Tarkovsky ca ngợi Chaplin là "con người duy nhất đã đi vào lịch sử điện ảnh mà không có một chút nghi ngờ nào. Những phim ông để lại không bao giờ trở nên cũ kỹ cả."
Chaplin cũng ảnh hưởng mạnh mẽ lên các nghệ sĩ hài sau này. Marcel Marceau nói rằng ông có được cảm hứng trở thành một nghệ sĩ diễn kịch sau khi xem Chaplin, trong khi diễn viên Raj Kapoor xây dựng nhân vật màn ảnh của mình dựa trên nhân vật Tramp. Mark Cousins cũng nhận ra phong cách hài kịch của Chaplin trong nhân vật Pháp Monsieur Hulot và nhân vật Ý Totò. Trong các lĩnh vực khác, Chaplin cũng gợi cảm hứng cho các nhân vật hoạt hình Mèo Felix và Chuột Mickey, và có ảnh hưởng cả với phong trào nghệ thuật Dada. Là một trong những thành viên thành lập United Artists, Chaplin cũng có một vai trò trong sự phát triển của công nghiệp phim ảnh. Gerald Mast viết rằng mặc dù UA chưa bao giờ trở thành một công ty hàng đầu như MGM hay Paramount Pictures, ý tưởng về các đạo diễn có thể tự sản xuất phim của mình đã "đi trước thời đại nhiều năm".
Trong thế kỷ XXI, một vài phim của Chaplin vẫn được xem là những tác phẩm kinh điển và xếp vào hàng những phim xuất sắc nhất mọi thời đại. Trong cuộc thăm dò của Sight & Sound năm 2012, nhằm chọn ra "top 10" số phiếu từ các nhà phê bình phim và đạo diễn để chọn các phim được ca ngợi nhiều nhất của mỗi nhóm, người ta thấy City Lights hiện diện trong top 50 của các nhà phê bình, Modern Times trong top 100, còn The Great Dictator và The Gold Rush trong top 250. Các phim top 100 do các đạo diễn bầu chọn bao gồm Modern Times ở vị trí thứ 22, City Lights thứ 30, và The Gold Rush thứ 91. Tất cả các phim thời lượng dài của Chaplin đều dành ít nhất 1 phiếu. Năm 2007, Viện Phim Mỹ xướng danh City Lights ở vị trí thứ 11 trong danh sách 100 phim Mỹ hay nhất mọi thời đại, trong khi The Gold Rush và Modern Times cũng nằm trong top 100. Các sách về Chaplin tiếp tục xuất bản đều đặn, và ông là một chủ đề phổ biến của những học giả về truyền thông và nhà sưu tập phim. Nhiều phim Chaplin được tái phát hành dưới dạng DVD và Blu-Ray.

### Tưởng niệm và ghi danh
Có một số địa danh dành để tưởng niệm Chaplin. Tại thành phố quê hương ông, Bảo tàng Phim Luân Đôn có một triển lãm thường trực về cuộc đời và sự nghiệp của ông mang tên Charlie Chaplin - Người Luân Đôn Vĩ đại, bắt đầu mở cửa từ năm 2010. Một bức tượng Chaplin trong mẫu nhân vật Tramp được đặt ở Quảng trường Leicester, do John Doubleday tạc và khánh thành năm 1981. Thành phố cũng có một con đường mang tên ông, "Charlie Chaplin Walk" ở trung tâm Luân Đôn, trên đó có rạp chiếu phim IMAX London của Viện Phim Anh.
Căn nhà Chaplin sống những năm cuối đời, Manoir de Ban ở Corsier-sur-Vevey, Thụy Sĩ, đang trong quá trình chuyển đổi thành một bảo tàng về ông, và sẽ mở cửa năm 2016. Thị trấn Vevey gần đó có một công viên mang tên ông năm 1980 và dựng một bức tượng tại đây năm 1982. Năm 2011, hai bức tranh tường lớn minh họa Chaplin trên hai tòa nhà 14 tầng cũng được khánh thành ở Vevey. Chaplin cũng được thị trấn Waterville ở Ireland, nơi gia đình ông nghỉ hè vài năm, vinh danh. Một bức tượng được dựng lên tại thị trấn vào năm 1998, và từ năm 2011 thị trấn này là nơi tổ chức Liên hoan Phim Hài kịch Charlie Chaplin, thành lập để tưởng niệm di sản của Chaplin cũng như là nơi trình diễn cho những tài năng hài kịch mới.
Một tiểu hành tinh do nhà thiên văn Liên Xô Lyudmila Karachkina phát hiện năm 1981 được đặt theo tên ông, 3623 Chaplin. Trong suốt những năm 1980, hình ảnh Tramp được IBM sử dụng để quảng cáo máy tính cá nhân. Kỉ niệm 100 năm ngày sinh Chaplin năm 1989 đánh dấu một loạt sự kiện trên khắp thế giới, và ngày 15 tháng 4 năm 2011, một ngày trước sinh nhật lần thứ 122 của ông, Google đăng video đặc biệt trên Google Doodle của các trang chủ thế giới cũng như các trang tên miền quốc gia. Nhiều quốc gia khác trên khắp các châu lục đã vinh danh Chaplin trên các con tem bưu chính.
Con cái của Chaplin lập nên một công ty mang tên Association Chaplin để quản lý di sản của ông, công ty này sở hữu bản quyền về hình ảnh, tên gọi và hầu hết các phim làm sau năm 1918 của ông. Nơi lưu trữ chính của công ty đặt tại Cineteca di Bologna bao gồm 83630 hình ảnh, 118 kịch bản, 976 bản thảo, 7756 lá thư, và hàng nghìn tài liệu khác. Tàng thư ảnh, bao gồm khoảng 10 nghìn bức ảnh về cuộc đời và sự nghiệp của Chaplin, được đặt tại Bảo tàng Elysée tại Lausanne, Thụy Sĩ. Viện Phim Anh cũng đã thành lập Quỹ Nghiên cứu Charles Chaplin, và Hội thảo quốc tế Charles Chaplin lần thứ nhất được tổ chức lại Luân Đôn tháng 7 năm 2005.

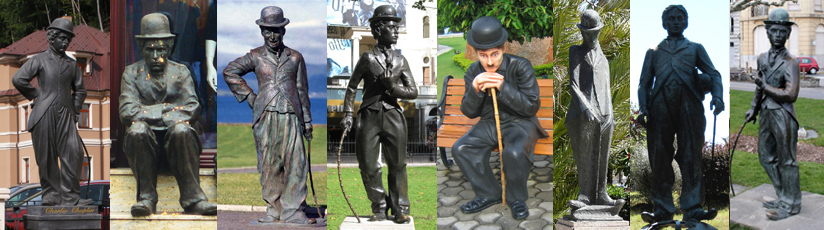
Tượng Chaplin trên thế giới. Từ trái sang: 1. Trenčianske Teplice, Slovakia; 2. Chełmża, Ba Lan; 3. Waterville, Hạt Kerry, Đảo Ireland; 4. Luân Đôn, Vương quốc Liên hiệp Anh và Bắc Ireland; 5. Hyderabad, Ấn Độ; 6. Alassio, Ý; 7. Barcelona, Tây Ban Nha; 8. Vevey, Thụy Sĩ

### Tái hiện

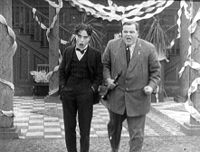
Chaplin và Roscoe Arbuckle trong Tango Tangles (1914)

Chaplin là chủ đề của một bộ phim tiểu sử, Chaplin (1992, do Richard Attenborough đạo diễn với Robert Downey, Jr. thủ vai chính). Chaplin cũng là một nhân vật trong The Cat's Meow (2001), do Eddie Izzard thủ vai, và The Scarlett O'Hara War (1980), do Clive Revill. Một sê-ri truyền hình về tuổi thơ của Chaplin, Young Charlie Chaplin, phát trên PBS năm 1989 được đề cử Giải Emmy cho Chương trình Thiếu nhi Xuất sắc.
Cuộc đời Chaplin cũng là đề tài cho các tác phẩm sân khấu. Thomas Meehan và Christopher Curtis sáng tác một nhạc kịch, Limelight: The Story of Charlie Chaplin, biểu diễn lần đầu tại La Jolla Playhouse ở San Diego năm 2010. Nó được chuyển thể cho Rạp hát Broadway hai năm sau, đổi tên thành Chaplin – A Musical. Chaplin được diễn viên Robert McClure thể hiện trong cả hai phiên bản. Năm 2013, hai vở kịch về Chaplin khởi chiếu ở Phần Lan: Chaplin tại Svenska Teatern, và Kulkuri (The Tramp) tại Tampere Workers' Theatre. Chaplin cũng là nhân vật trung tâm trong tiểu thuyết Sunnyside (2009) của Glen David Gold, đặt vào bối cảnh Thế Chiến thứ Nhất.

## Giải thưởng và vinh dự

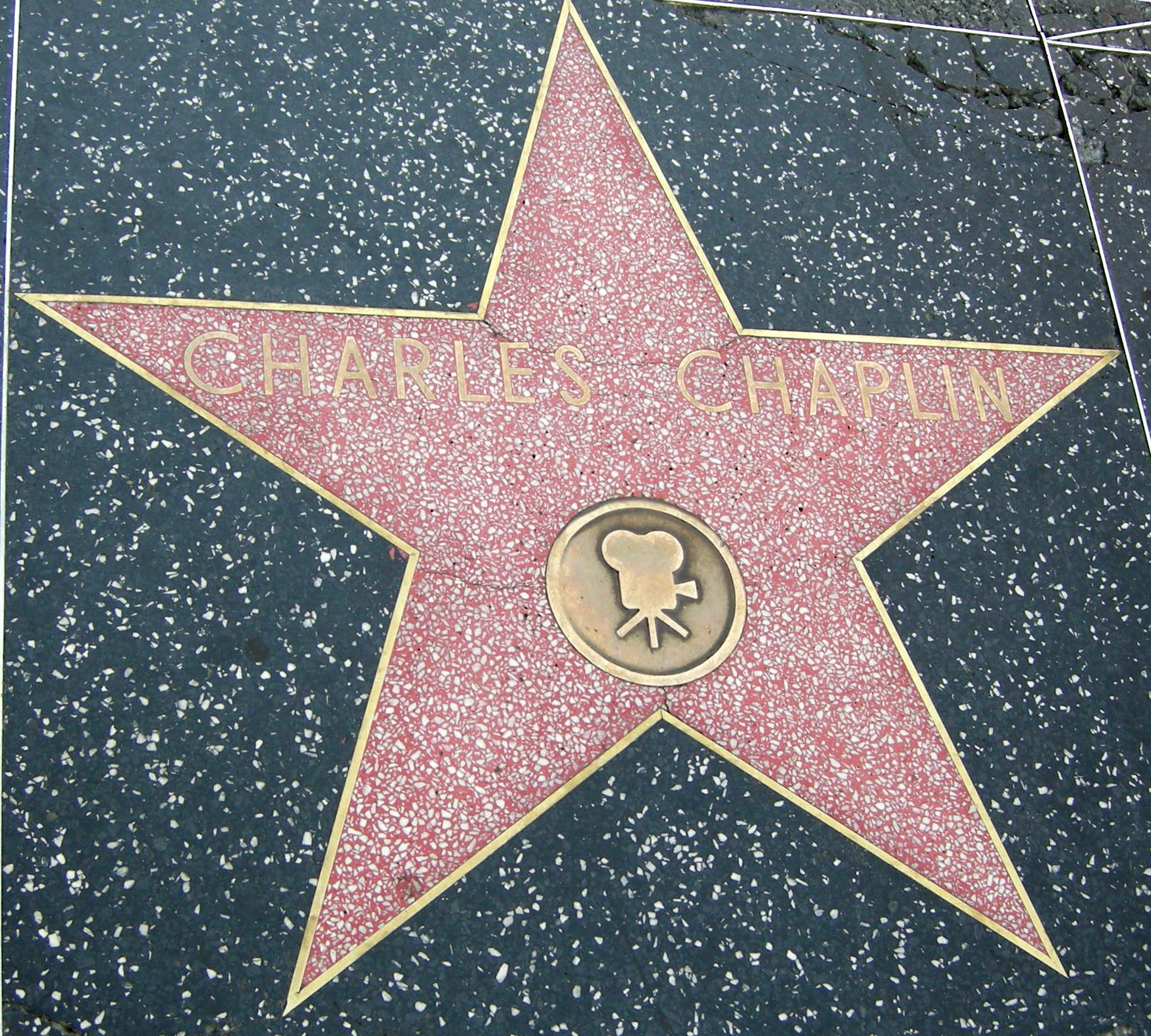
Ngôi sao của Chaplin trên Đại lộ Danh vọng Hollywood, tại số 6755 Đại lộ Hollywood. Mặc dù dự án bắt đầu năm 1958, Chaplin chỉ nhận được ngôi sao vào năm 1970 do những quan điểm chính trị của mình.

Chaplin đã nhận nhiều giải thưởng và vinh dự, đặc biệt là vào những năm cuối đời. Vào dịp năm mới năm 1975, ông nhận tước hiệp sĩ (KBE) Đế chế Anh. Ông cũng nhận các bằng tiến sĩ văn chương danh dự từ Đại học Oxford và Đại học Durham trong cùng năm 1962. Năm 1965 ông cùng Ingmar Bergman đồng nhận Giải Erasmus và vào năm 1971 ông nhận Bắc Đẩu Bội tinh từ Chính phủ Pháp.
Từ công nghiệp điện ảnh, ông nhận một Giải Sư tử vàng tại Liên hoan phim Venice năm 1972, và Giải Thành tựu Trọn đời từ Hiệp hội Phim Trung tâm Lincoln cùng năm, giải thứ hai từ sau trở đi dành riêng cho các nhà làm phim và đổi tên thành Giải Chaplin. Chaplin cũng nhận được một ngôi sao trên Đại lộ Danh vọng Hollywood năm 1970, vinh dự này nhiều lần bị trì hoãn do các quan điểm chính trị của ông.
Chaplin nhận 3 Giải Oscar: một Giải Danh dự cho phim The Circus" năm 1929, một giải Danh dự khác cho cống hiến không ngừng cho điện ảnh nói chung năm 1972, và một giải cho Nhạc phim xuất sắc nhất năm 1973 cho Limelight (chia giải với Ray Rasch và Larry Russell). Ông cũng nhận được các đề cử cho các hạng mục Nam diễn viên xuất sắc nhất, Kịch bản gốc xuất sắc nhất, và Phim xuất sắc nhất (với tư cách nhà sản xuất) từ phim The Great Dictator, và nhận được một đề cử Kịch bản gốc xuất sắc nhất cho Monsieur Verdoux.
Vai diễn trong The Great Dictator năm 1940 cũng mang đến cho ông Giải cho nam diễn viên xuất sắc nhất của Hội phê bình phim New York.
Sáu trong số các phim của Chaplin được chọn để bảo quản trong Viện lưu trữ phim quốc gia (Hoa Kỳ) của Thư viện Quốc hội Hoa Kỳ: The Immigrant (1917), The Kid (1921), The Gold Rush (1925), City Lights (1931), Modern Times (1936), và The Great Dictator (1940).

## Danh sách phim
Các phim thời lượng dài mà ông đạo diễn
- The Kid (1921)
- A Woman of Paris (1923)
- The Gold Rush (1925)
- The Circus (1928)
- City Lights (1931)
- Modern Times (1936)
- The Great Dictator (1940)
- Monsieur Verdoux (1947)
- Limelight (1952)
- A King in New York (1957)
- A Countess from Hong Kong (1967)